# Torneo Apertura 2024 (México)
El Torneo Apertura 2024 fue la centésima duodécima edición del campeonato de liga de la Primera División del fútbol mexicano; se trató del 57.º torneo corto, luego del cambio en el formato de competencia, con el que abrió la temporada 2024-2025.
El Club América, tras derrotar al Monterrey por un resultado global de 3–2, se adjudicó su décimo sexto título de liga y tercero de forma consecutiva. El «Conjunto de Coapa» consiguió el tercer tricampeonato de liga en su historia, el primero de cualquier institución desde el establecimiento de los torneos cortos (el mismo América había sido el último tricampeón en 1983-84, 1984-85 y Prode 1985), y también el primer cetro de liga que conquista en una final de vuelta jugada fuera del Estadio Azteca.

## Cambios
- Debido a las obras de remodelación del Estadio Azteca para la Copa Mundial de Fútbol de 2026, el Club América deberá cambiar de sede, el 4 de julio se confirmó que jugarían temporalmente en el Estadio de la Ciudad de los Deportes.[12]

## Sistema de competición
El torneo de la Liga BBVA MX, está conformado en dos partes:
- Fase de calificación: Se integra por las 17 jornadas del torneo.
- Fase final: Se integra por los partidos de play in, cuartos de final, semifinal y final.

### Fase de clasificación
En la fase de clasificación se observa el sistema de puntos. La ubicación en la tabla general, está sujeta a las siguientes condiciones:
- Por juego ganado se obtendrán tres puntos.
- Por juego empatado se obtendrá un punto.
- Por juego perdido no se otorgan puntos.

En esta fase participan los 18 clubes de la Liga BBVA MX jugando en cada torneo todos contra todos durante las 17 jornadas respectivas, a un solo partido.
El orden de los clubes al final de la fase de calificación del torneo corresponderá a la suma de los puntos obtenidos por cada uno de ellos y se presentará en forma descendente. Si al finalizar las 17 jornadas del torneo, dos o más clubes estuviesen empatados en puntos, su posición en la tabla general será determinada atendiendo a los siguientes criterios de desempate:
1. Mejor diferencia entre los goles anotados y recibidos.
2. Mayor número de goles anotados.
3. Marcadores particulares entre los clubes empatados.
4. Mayor número de goles anotados como visitante.
5. Mejor ubicado en la tabla general de cociente
6. Tabla Fair Play
7. Sorteo.

Para determinar los lugares que ocuparán los clubes que participen en la fase final del torneo se tomará como base la tabla general de clasificación.
Participan automáticamente por el título de Campeón de la Liga BBVA MX, los 10 primeros clubes de la tabla general de clasificación al término de las 17 jornadas.

### Fase final
Previo a la ronda de cuartos de final, habrá una fase clasificatoria, llamada Play-In en la que participarán los clubes ubicados entre las posiciones 7 y 10 de la tabla general. Los equipos ubicados en el séptimo y octavo lugar jugarán entre ellos para determinar un clasificado a los cuartos de final; mientras que el perdedor de esa serie jugará contra el ganador del encuentro entre el noveno y décimo clasificado para determinar al octavo participante de la siguiente ronda.
Los ocho clubes calificados para cuartos de final serán reubicados de acuerdo con el lugar que ocupen en la tabla general al término de la jornada 17, con el puesto del número uno al club mejor clasificado, y así hasta el número ocho. Los partidos a partir de esta fase se desarrollarán a visita recíproca, en las siguientes etapas:
Los clubes vencedores en los partidos de cuartos de final y semifinal serán aquellos que en los dos juegos anoten el mayor número de goles. De existir empate en el número de goles anotados, el club con mejor posición en la tabla general de clasificación avanza al siguiente ronda. 
Los partidos correspondientes a las fases de visita recíproca se jugarán obligatoriamente los días miércoles y sábado, y jueves y domingo eligiendo, en su caso, exclusivamente en forma descendente, los cuatro clubes mejor clasificados en la tabla general al término de la jornada 17, el día y horario de su partido como local. Los siguientes cuatro clubes podrán elegir únicamente el horario.
El club vencedor de la final y por lo tanto campeón, será aquel que en los dos partidos anote el mayor número de goles. Si al término del tiempo reglamentario el partido está empatado, se agregarán dos tiempos extras de 15 minutos cada uno. De persistir el empate en estos periodos, se procederá a lanzar tiros penales hasta que resulte un vencedor.
Los partidos de cuartos de final se jugarán de la siguiente manera:
1.º vs 8.º

2.º vs 7.º

3.º vs 6.º

4.º vs 5.º
En las semifinales participarán los cuatro clubes vencedores de cuartos de final, reubicándolos del uno al cuatro, de acuerdo a su mejor posición en la Tabla general de clasificación al término de la jornada 17 del torneo correspondiente, enfrentándose:
1.º vs 4.º

2.º vs 3.º
Disputarán el título de campeón del Torneo de Apertura 2024, los dos clubes vencedores de la fase semifinal correspondiente, reubicándolos del uno al dos, de acuerdo a su mejor posición en la tabla general de clasificación al término de la jornada 17 de cada torneo.
1.° vs 2.°

## Equipos participantes

### Información de los equipos participantes
| Equipo               | Entrenador              | Ciudad                           | Estadio                | Capacidad | Fundación       | Patrocinador       | Kit         |
| -------------------- | ----------------------- | -------------------------------- | ---------------------- | --------- | --------------- | ------------------ | ----------- |
| América              | André Jardine           | Ciudad de México                 | Ciudad de los Deportes | 34 253    | 1916 (108 años) | AT&T               | Nike        |
| Atlas                | Beñat San José          | Guadalajara, Jalisco             | Jalisco                | 56 713    | 1916 (108 años) | Caliente           | Charly      |
| Atlético de San Luis | Domènec Torrent         | San Luis Potosí, San Luis Potosí | Alfonso Lastras        | 30 000    | 2013 (11 años)  | Canel's            | Sporelli    |
| Cruz Azul            | Martín Anselmi          | Ciudad de México                 | Ciudad de los Deportes | 34 253    | 1927 (98 años)  | Cemento Cruz Azul  | Pirma       |
| Guadalajara          | Arturo Ortega INT       | Zapopan, Jalisco                 | Akron                  | 49 850    | 1906 (119 años) | Caliente           | Puma        |
| Juárez               | Salvador Valero INT     | Ciudad Juárez, Chihuahua         | Olímpico Benito Juárez | 19 703    | 2015 (9 años)   | Betcris            | Sporelli    |
| León                 | Eduardo Berizzo         | León de los Aldama, Guanajuato   | León                   | 31 297    | 1943 (81 años)  | Telcel             | Charly      |
| Mazatlán             | Víctor Manuel Vucetich  | Mazatlán, Sinaloa                | El Encanto             | 25 000    | 2020 (4 años)   | Caliente           | Pirma       |
| Monterrey            | Martín Demichelis       | Monterrey, Nuevo León            | BBVA                   | 53 500    | 1945 (79 años)  | BBVA México        | Puma        |
| Necaxa               | Luis Padilla INT        | Aguascalientes, Aguascalientes   | Victoria               | 25 994    | 1923 (101 años) | Rolcar             | Pirma       |
| Pachuca              | Guillermo Almada        | Pachuca de Soto, Hidalgo         | Hidalgo                | 30 000    | 1892 (132 años) | Cementos Fortaleza | Charly      |
| Puebla               | José Manuel de la Torre | Puebla de Zaragoza, Puebla       | Cuauhtémoc             | 51 726    | 1944 (81 años)  | Caliente           | Pirma       |
| Querétaro            | Mauro Gerk              | Querétaro, Querétaro             | Corregidora            | 35 575    | 1950 (74 años)  | Pedigree           | Keuka       |
| Santos               | Ignacio Ambriz          | Torreón, Coahuila                | Corona                 | 30 000    | 1983 (41 años)  | Soriana            | Charly      |
| Tigres UANL          | Veljko Paunović         | Monterrey, Nuevo León            | Universitario          | 41 615    | 1960 (65 años)  | Cemex              | Adidas      |
| Tijuana              | Juan Carlos Osorio      | Tijuana, Baja California         | Caliente               | 27 333    | 2007 (18 años)  | Caliente           | Charly      |
| Toluca               | Renato Paiva            | Toluca, Estado de México         | Nemesio Díez           | 30 000    | 1917 (108 años) | Roshfrans          | New Balance |
| UNAM                 | Gustavo Lema            | Ciudad de México                 | Olímpico Universitario | 72 000    | 1954 (70 años)  | DHL                | Nike        |

- Datos actualizados al 29 de octubre de 2024.

### Cambios de entrenadores
| Equipo      | Entrenador (Jornadas)      | Fecha de vacante        | Tipo de salida | Pos. | Entrenador entrante | Fecha de nombramiento   |
| ----------- | -------------------------- | ----------------------- | -------------- | ---- | ------------------- | ----------------------- |
| Monterrey   | Fernando Ortiz (1 – 4)     | 6 de agosto de 2024     | Despido        | 4.°  | Martín Demichelis   | 12 de agosto de 2024    |
| León        | Jorge Bava (1 – 6)         | 1 de septiembre de 2024 | Despido        | 16.° | Eduardo Berizzo     | 7 de septiembre de 2024 |
| Guadalajara | Fernando Gago (1 – 11)     | 10 de octubre de 2024   | Mutuo acuerdo  | 9.°  | Arturo Ortega INT   | 10 de octubre de 2024   |
| Necaxa      | Eduardo Fentanes (1 – 14)  | 28 de octubre de 2024   | Despido        | 13.° | Luis Padilla INT    | 28 de octubre de 2024   |
| Juárez      | Maurício Barbieri (1 – 14) | 29 de octubre de 2024   | Despido        | 17.° | Salvador Valero INT | 29 de octubre de 2024   |

### Equipos por entidad federativa
Para la temporada 2024-25, la entidad federativa de la República Mexicana con más equipos en la Primera División es la Ciudad de México con tres equipos. Catorce entidades estarán representados en el torneo.
| Entidad Federativa | N.º | Equipos                          |
| ------------------ | --- | -------------------------------- |
| Ciudad de México   | 3   | América, Cruz Azul, y Pumas UNAM |
| Jalisco            | 2   | Atlas y Guadalajara              |
| Nuevo León         | 2   | Monterrey y Tigres UANL          |
| Aguascalientes     | 1   | Necaxa                           |
| Baja California    | 1   | Tijuana                          |
| Chihuahua          | 1   | Juárez                           |
| Coahuila           | 1   | Santos                           |
| Estado de México   | 1   | Toluca                           |
| Guanajuato         | 1   | León                             |
| Hidalgo            | 1   | Pachuca                          |
| Puebla             | 1   | Puebla                           |
| Querétaro          | 1   | Querétaro                        |
| San Luis Potosí    | 1   | Atlético de San Luis             |
| Sinaloa            | 1   | Mazatlán                         |

## Torneo regular
- El Calendario completo según la página oficial.
- Los horarios son correspondientes al tiempo del centro de México (UTC-6).[31]
- El calendario fue dado a conocer el 10 de junio de 2024.[1]

| Jornada 1            | Jornada 1 | Jornada 1     | Jornada 1               | Jornada 1  | Jornada 1 | Jornada 1    | Jornada 1  | Jornada 1 |
| Local                | Resultado | Visitante     | Estadio                 | Fecha      | Hora      | Espectadores | Amonestado | Expulsado |
| -------------------- | --------- | ------------- | ----------------------- | ---------- | --------- | ------------ | ---------- | --------- |
| Puebla               | 1 – 0     | Santos Laguna | Cuauhtémoc              | 5 de julio | 16:45     | 8331         | 4          | 0         |
| Querétaro            | 1 – 2     | Tijuana       | Corregidora             | 5 de julio | 19:00     | 9237         | 3          | 0         |
| Juárez               | 2 – 2     | Atlas         | Olímpico Benito Juárez  | 5 de julio | 21:10     | 7046         | 4          | 1         |
| Atlético de San Luis | 2 – 1     | América       | Alfonso Lastras Ramírez | 6 de julio | 17:00     | 21 480       | 5          | 0         |
| Tigres UANL          | 1 – 0     | Necaxa        | Universitario           | 6 de julio | 19:00     | 40 371       | 2          | 0         |
| Guadalajara          | 0 – 0     | Toluca        | Akron                   | 6 de julio | 19:05     | 37 251       | 3          | 0         |
| Cruz Azul            | 1 – 0     | Mazatlán      | Ciudad de los Deportes  | 6 de julio | 21:00     | 15 206       | 4          | 1         |
| Pumas UNAM           | 4 – 1     | León          | Olímpico Universitario  | 7 de julio | 12:00     | 19 950       | 4          | 0         |
| Pachuca              | 0 – 1     | Monterrey     | Hidalgo                 | 7 de julio | 19:06     | 18 262       | 8          | 0         |

| Jornada 2     | Jornada 2 | Jornada 2            | Jornada 2              | Jornada 2   | Jornada 2 | Jornada 2    | Jornada 2  | Jornada 2 |
| Local         | Resultado | Visitante            | Estadio                | Fecha       | Hora      | Espectadores | Amonestado | Expulsado |
| ------------- | --------- | -------------------- | ---------------------- | ----------- | --------- | ------------ | ---------- | --------- |
| América       | 3 – 1     | Querétaro            | Ciudad de los Deportes | 12 de julio | 19:00     | 9997         | 4          | 0         |
| Mazatlán      | 2 – 2     | Atlético de San Luis | El Encanto             | 12 de julio | 21:00     | 9147         | 4          | 0         |
| Tijuana       | 4 – 2     | Guadalajara          | Caliente               | 12 de julio | 21:00     | 29 333       | 4          | 0         |
| Atlas         | 1 – 1     | Tigres UANL          | Jalisco                | 12 de julio | 21:05     | 13 614       | 2          | 0         |
| Necaxa        | 4 – 1     | Puebla               | Victoria               | 13 de julio | 17:00     | 13 540       | 3          | 0         |
| León          | 0 – 0     | Pachuca              | León                   | 13 de julio | 17:00     | 13 279       | 7          | 2         |
| Santos Laguna | 1 – 1     | Pumas UNAM           | Corona                 | 13 de julio | 19:05     | 11 097       | 5          | 1         |
| Toluca        | 3 – 2     | Juárez               | Nemesio Díez           | 13 de julio | 19:10     | 23 320       | 3          | 0         |
| Monterrey     | 0 – 4     | Cruz Azul            | BBVA                   | 13 de julio | 21:10     | 45 957       | 3          | 0         |

| Jornada 3   | Jornada 3 | Jornada 3            | Jornada 3              | Jornada 3   | Jornada 3 | Jornada 3    | Jornada 3  | Jornada 3 |
| Local       | Resultado | Visitante            | Estadio                | Fecha       | Hora      | Espectadores | Amonestado | Expulsado |
| ----------- | --------- | -------------------- | ---------------------- | ----------- | --------- | ------------ | ---------- | --------- |
| Querétaro   | 0 – 2     | Guadalajara          | Corregidora            | 16 de julio | 19:00     | 28 891       | 3          | 0         |
| Atlas       | 1 – 0     | Santos Laguna        | Jalisco                | 16 de julio | 19:00     | 12 331       | 3          | 0         |
| Pachuca     | 2 – 0     | Atlético de San Luis | Hidalgo                | 16 de julio | 19:00     | 10 215       | 3          | 0         |
| Puebla      | 2 – 2     | León                 | Cuauhtémoc             | 16 de julio | 21:00     | 7883         | 3          | 0         |
| Cruz Azul   | 3 – 0     | Tijuana              | Ciudad de los Deportes | 16 de julio | 21:05     | 25 414       | 4          | 0         |
| Necaxa      | 0 – 1     | Monterrey            | Victoria               | 17 de julio | 19:00     | 13 668       | 4          | 1         |
| Juárez      | 1 – 2     | Pumas UNAM           | Olímpico Benito Juárez | 17 de julio | 19:06     | 8818         | 7          | 0         |
| Toluca      | 3 – 0     | Mazatlán             | Nemesio Díez           | 17 de julio | 21:00     | 22 646       | 4          | 0         |
| Tigres UANL | 1 – 0     | América              | Universitario          | 17 de julio | 21:00     | 41 615       | 4          | 0         |

| Jornada 4            | Jornada 4 | Jornada 4   | Jornada 4               | Jornada 4   | Jornada 4 | Jornada 4    | Jornada 4  | Jornada 4 |
| Local                | Resultado | Visitante   | Estadio                 | Fecha       | Hora      | Espectadores | Amonestado | Expulsado |
| -------------------- | --------- | ----------- | ----------------------- | ----------- | --------- | ------------ | ---------- | --------- |
| Atlético de San Luis | 1 – 1     | Tijuana     | Alfonso Lastras Ramírez | 19 de julio | 19:00     | 12 762       | 3          | 0         |
| Puebla               | 1 – 2     | Atlas       | Cuauhtémoc              | 19 de julio | 21:05     | 10 847       | 5          | 0         |
| Guadalajara          | 2 – 0     | Mazatlán    | Akron                   | 20 de julio | 17:05     | 35 602       | 6          | 0         |
| Santos Laguna        | 0 – 3     | Tigres UANL | Corona                  | 20 de julio | 19:00     | 12 537       | 7          | 0         |
| Monterrey            | 2 – 1     | Querétaro   | BBVA                    | 20 de julio | 19:00     | 39 932       | 4          | 0         |
| Cruz Azul            | 1 – 1     | Toluca      | Ciudad de los Deportes  | 20 de julio | 21:05     | 25 862       | 4          | 0         |
| Juárez               | 1 – 2     | América     | Olímpico Benito Juárez  | 20 de julio | 21:10     | 14 917       | 1          | 0         |
| Pumas UNAM           | 2 – 0     | Pachuca     | Olímpico Universitario  | 21 de julio | 17:00     | 20 854       | 12         | 0         |
| León                 | 1 – 1     | Necaxa      | León                    | 21 de julio | 19:05     | 19 930       | 4          | 0         |

| Jornada 5   | Jornada 5 | Jornada 5            | Jornada 5              | Jornada 5    | Jornada 5 | Jornada 5    | Jornada 5  | Jornada 5 |
| Local       | Resultado | Visitante            | Estadio                | Fecha        | Hora      | Espectadores | Amonestado | Expulsado |
| ----------- | --------- | -------------------- | ---------------------- | ------------ | --------- | ------------ | ---------- | --------- |
| Querétaro   | 0 – 2     | Cruz Azul            | Corregidora            | 23 de agosto | 19:00     | 27 884       | 4          | 0         |
| Mazatlán    | 3 – 0     | Pachuca              | El Encanto             | 23 de agosto | 20:00     | 9095         | 4          | 2         |
| Tijuana     | 2 – 2     | Monterrey            | Caliente               | 23 de agosto | 21:05     | 23 333       | 4          | 0         |
| Necaxa      | 3 – 0     | Juárez               | Victoria               | 24 de agosto | 17:00     | 12 967       | 5          | 0         |
| León        | 1 – 1     | Santos Laguna        | León                   | 24 de agosto | 19:00     | 18 129       | 5          | 0         |
| Atlas       | 2 – 1     | Pumas UNAM           | Jalisco                | 24 de agosto | 19:00     | 17 319       | 8          | 0         |
| Tigres UANL | 1 – 1     | Guadalajara          | Universitario          | 24 de agosto | 19:00     | 41 615       | 6          | 0         |
| América     | 0 – 1     | Puebla               | Ciudad de los Deportes | 24 de agosto | 21:05     | 11 978       | 2          | 0         |
| Toluca      | 2 – 1     | Atlético de San Luis | Nemesio Díez           | 25 de agosto | 12:00     | 24 545       | 4          | 1         |

| Jornada 6            | Jornada 6 | Jornada 6   | Jornada 6               | Jornada 6       | Jornada 6 | Jornada 6    | Jornada 6  | Jornada 6 |
| Local                | Resultado | Visitante   | Estadio                 | Fecha           | Hora      | Espectadores | Amonestado | Expulsado |
| -------------------- | --------- | ----------- | ----------------------- | --------------- | --------- | ------------ | ---------- | --------- |
| Atlético de San Luis | 2 – 1     | Atlas       | Alfonso Lastras Ramírez | 30 de agosto    | 19:00     | 13 203       | 3          | 0         |
| Mazatlán             | 1 – 1     | Puebla      | El Encanto              | 30 de agosto    | 20:00     | 8357         | 6          | 2         |
| Tijuana              | 2 – 1     | León        | Caliente                | 30 de agosto    | 21:05     | 22 333       | 6          | 1         |
| Pachuca              | 1 – 1     | Querétaro   | Hidalgo                 | 31 de agosto    | 17:00     | 10 841       | 8          | 1         |
| Guadalajara          | 5 – 0     | Juárez      | Akron                   | 31 de agosto    | 17:05     | 34 829       | 4          | 1         |
| Monterrey            | 1 – 2     | Toluca      | BBVA                    | 31 de agosto    | 19:00     | 43 150       | 5          | 0         |
| Cruz Azul            | 4 – 1     | América     | Ciudad de los Deportes  | 31 de agosto    | 21:10     | 25 282       | 6          | 1         |
| Pumas UNAM           | 1 – 3     | Tigres UANL | Olímpico Universitario  | 1 de septiembre | 17:00     | 23 752       | 7          | 0         |
| Santos Laguna        | 3 – 2     | Necaxa      | Corona                  | 1 de septiembre | 19:05     | 8361         | 2          | 0         |

| Jornada 7     | Jornada 7 | Jornada 7            | Jornada 7              | Jornada 7        | Jornada 7 | Jornada 7    | Jornada 7  | Jornada 7 |
| Local         | Resultado | Visitante            | Estadio                | Fecha            | Hora      | Espectadores | Amonestado | Expulsado |
| ------------- | --------- | -------------------- | ---------------------- | ---------------- | --------- | ------------ | ---------- | --------- |
| Puebla        | 2 – 1     | Querétaro            | Cuauhtémoc             | 13 de septiembre | 18:00     | 8266         | 3          | 0         |
| Atlas         | 2 – 0     | Pachuca              | Jalisco                | 13 de septiembre | 19:00     | 12 654       | 7          | 2         |
| Juárez        | 1 – 0     | Mazatlán             | Olímpico Benito Juárez | 13 de septiembre | 20:10     | 9486         | 7          | 2         |
| Tigres UANL   | 1 – 0     | Atlético de San Luis | Universitario          | 13 de septiembre | 20:10     | 40 263       | 2          | 1         |
| Necaxa        | 2 – 0     | Pumas UNAM           | Victoria               | 13 de septiembre | 21:00     | 14 725       | 6          | 0         |
| Toluca        | 4 – 0     | Tijuana              | Nemesio Díez           | 14 de septiembre | 16:45     | 24 507       | 2          | 0         |
| América       | 1 – 0     | Guadalajara          | Ciudad de los Deportes | 14 de septiembre | 18:50     | 26 040       | 6          | 0         |
| León          | 1 – 2     | Cruz Azul            | León                   | 14 de septiembre | 20:35     | 21 585       | 5          | 0         |
| Santos Laguna | 0 – 2     | Monterrey            | Corona                 | 14 de septiembre | 21:00     | 11 241       | 3          | 0         |

| Jornada 8            | Jornada 8 | Jornada 8     | Jornada 8               | Jornada 8        | Jornada 8 | Jornada 8    | Jornada 8  | Jornada 8 |
| Local                | Resultado | Visitante     | Estadio                 | Fecha            | Hora      | Espectadores | Amonestado | Expulsado |
| -------------------- | --------- | ------------- | ----------------------- | ---------------- | --------- | ------------ | ---------- | --------- |
| Tijuana              | 3 – 1     | Santos Laguna | Caliente                | 18 de agosto     | 18:00     | 18 633       | 4          | 1         |
| Atlético de San Luis | 3 – 1     | Cruz Azul     | Alfonso Lastras Ramírez | 17 de septiembre | 19:00     | 18 971       | 1          | 1         |
| Pachuca              | 2 – 2     | Toluca        | Hidalgo                 | 17 de septiembre | 19:00     | 9635         | 6          | 1         |
| América              | 3 – 0     | Atlas         | Ciudad de los Deportes  | 17 de septiembre | 19:00     | 10 236       | 5          | 1         |
| Pumas UNAM           | 1 – 0     | Puebla        | Olímpico Universitario  | 17 de septiembre | 21:05     | 7606         | 2          | 0         |
| Querétaro            | 1 – 0     | Tigres UANL   | Corregidora             | 17 de septiembre | 21:10     | 11 571       | 2          | 1         |
| Guadalajara          | 2 – 0     | León          | Akron                   | 18 de septiembre | 19:05     | 31 075       | 5          | 0         |
| Mazatlán             | 0 – 0     | Necaxa        | El Encanto              | 18 de septiembre | 20:00     | 7247         | 4          | 0         |
| Monterrey            | 3 – 2     | Juárez        | BBVA                    | 18 de septiembre | 21:00     | 36 441       | 7          | 1         |

| Jornada 9     | Jornada 9 | Jornada 9            | Jornada 9              | Jornada 9        | Jornada 9 | Jornada 9    | Jornada 9  | Jornada 9 |
| Local         | Resultado | Visitante            | Estadio                | Fecha            | Hora      | Espectadores | Amonestado | Expulsado |
| ------------- | --------- | -------------------- | ---------------------- | ---------------- | --------- | ------------ | ---------- | --------- |
| Atlas         | 0 – 1     | Querétaro            | Jalisco                | 20 de septiembre | 19:00     | 10 038       | 4          | 0         |
| Puebla        | 2 – 3     | Pachuca              | Cuauhtémoc             | 20 de septiembre | 19:00     | 7676         | 3          | 0         |
| León          | 1 – 0     | Atlético de San Luis | León                   | 21 de septiembre | 17:00     | 13 297       | 3          | 0         |
| Necaxa        | 1 – 1     | América              | Victoria               | 21 de septiembre | 19:00     | 20 147       | 7          | 1         |
| Monterrey     | 0 – 0     | Mazatlán             | BBVA                   | 21 de septiembre | 19:00     | 43 721       | 5          | 1         |
| Cruz Azul     | 1 – 0     | Guadalajara          | Ciudad de los Deportes | 21 de septiembre | 21:05     | 25 851       | 3          | 0         |
| Pumas UNAM    | 1 – 0     | Tijuana              | Olímpico Universitario | 22 de septiembre | 17:00     | 12 277       | 3          | 1         |
| Santos Laguna | 2 – 0     | Toluca               | Corona                 | 22 de septiembre | 19:05     | 9074         | 6          | 0         |
| Juárez        | 0 – 1     | Tigres UANL          | Olímpico Benito Juárez | 22 de septiembre | 19:10     | 10 689       | 5          | 0         |

| Jornada 10           | Jornada 10 | Jornada 10    | Jornada 10              | Jornada 10       | Jornada 10 | Jornada 10   | Jornada 10 | Jornada 10 |
| Local                | Resultado  | Visitante     | Estadio                 | Fecha            | Hora       | Espectadores | Amonestado | Expulsado  |
| -------------------- | ---------- | ------------- | ----------------------- | ---------------- | ---------- | ------------ | ---------- | ---------- |
| Puebla               | 2 – 3      | Juárez        | Cuauhtémoc              | 27 de septiembre | 18:00      | 5147         | 6          | 0          |
| Querétaro            | 0 – 0      | Necaxa        | Corregidora             | 27 de septiembre | 19:00      | 7844         | 5          | 0          |
| Tigres UANL          | 2 – 2      | León          | Universitario           | 27 de septiembre | 20:00      | 39 834       | 7          | 0          |
| Tijuana              | 1 – 0      | Mazatlán      | Caliente                | 27 de septiembre | 21:05      | 18 333       | 2          | 0          |
| Toluca               | 4 – 1      | Atlas         | Nemesio Díez            | 28 de septiembre | 17:00      | 24 963       | 3          | 2          |
| Pachuca              | 2 – 4      | Cruz Azul     | Hidalgo                 | 28 de septiembre | 19:05      | 14 462       | 7          | 2          |
| Guadalajara          | 1 – 1      | Monterrey     | Akron                   | 28 de septiembre | 21:05      | 36 043       | 8          | 0          |
| Atlético de San Luis | 3 – 1      | Santos Laguna | Alfonso Lastras Ramírez | 28 de septiembre | 21:10      | 13 800       | 2          | 0          |
| América              | 0 – 1      | Pumas UNAM    | Ciudad de los Deportes  | 29 de septiembre | 18:00      | 23 401       | 4          | 1          |

| Jornada 11           | Jornada 11 | Jornada 11 | Jornada 11              | Jornada 11   | Jornada 11 | Jornada 11   | Jornada 11 | Jornada 11 |
| Local                | Resultado  | Visitante  | Estadio                 | Fecha        | Hora       | Espectadores | Amonestado | Expulsado  |
| -------------------- | ---------- | ---------- | ----------------------- | ------------ | ---------- | ------------ | ---------- | ---------- |
| Mazatlán             | 2 – 2      | Querétaro  | El Encanto              | 4 de octubre | 20:00      | 7773         | 4          | 0          |
| Tijuana              | 2 – 1      | Pachuca    | Caliente                | 4 de octubre | 21:00      | 19 333       | 8          | 0          |
| Tigres UANL          | 1 – 0      | Puebla     | Universitario           | 5 de octubre | 17:00      | 26 270       | 3          | 0          |
| Atlético de San Luis | 1 – 0      | Monterrey  | Alfonso Lastras Ramírez | 5 de octubre | 17:00      | 16 861       | 4          | 0          |
| Cruz Azul            | 3 – 0      | Necaxa     | Ciudad de los Deportes  | 5 de octubre | 17:00      | 25 589       | 0          | 0          |
| Toluca               | 1 – 1      | Pumas UNAM | Nemesio Díez            | 5 de octubre | 19:00      | 27 273       | 4          | 0          |
| Guadalajara          | 2 – 3      | Atlas      | Akron                   | 5 de octubre | 19:05      | 40 846       | 6          | 0          |
| León                 | 1 – 1      | América    | León                    | 5 de octubre | 21:00      | 17 945       | 9          | 0          |
| Santos Laguna        | 0 – 2      | Juárez     | Corona                  | 6 de octubre | 20:05      | 7341         | 7          | 0          |

| Jornada 12 | Jornada 12 | Jornada 12           | Jornada 12             | Jornada 12    | Jornada 12 | Jornada 12   | Jornada 12 | Jornada 12 |
| Local      | Resultado  | Visitante            | Estadio                | Fecha         | Hora       | Espectadores | Amonestado | Expulsado  |
| ---------- | ---------- | -------------------- | ---------------------- | ------------- | ---------- | ------------ | ---------- | ---------- |
| Atlas      | 0 – 0      | Mazatlán             | Jalisco                | 18 de octubre | 19:00      | 10 690       | 5          | 0          |
| Querétaro  | 0 – 1      | Toluca               | Corregidora            | 18 de octubre | 19:00      | 13 046       | 3          | 0          |
| Puebla     | 1 – 2      | Cruz Azul            | Cuauhtémoc             | 18 de octubre | 21:05      | 34 978       | 5          | 0          |
| Necaxa     | 1 – 2      | Tijuana              | Victoria               | 18 de octubre | 21:10      | 13 960       | 6          | 0          |
| Pachuca    | 0 – 2      | Guadalajara          | Hidalgo                | 19 de octubre | 17:00      | 10 868       | 5          | 0          |
| América    | 3 – 0      | Santos Laguna        | Ciudad de los Deportes | 19 de octubre | 19:05      | 24 110       | 4          | 1          |
| Juárez     | 2 – 3      | León                 | Olímpico Benito Juárez | 19 de octubre | 19:06      | 8235         | 0          | 0          |
| Monterrey  | 4 – 2      | Tigres UANL          | BBVA                   | 19 de octubre | 21:10      | 51 348       | 1          | 0          |
| Pumas UNAM | 3 – 0      | Atlético de San Luis | Olímpico Universitario | 20 de octubre | 12:00      | 17 850       | 4          | 0          |

| Jornada 13           | Jornada 13 | Jornada 13  | Jornada 13              | Jornada 13    | Jornada 13 | Jornada 13   | Jornada 13 | Jornada 13 |
| Local                | Resultado  | Visitante   | Estadio                 | Fecha         | Hora       | Espectadores | Amonestado | Expulsado  |
| -------------------- | ---------- | ----------- | ----------------------- | ------------- | ---------- | ------------ | ---------- | ---------- |
| Atlético de San Luis | 4 – 0      | Querétaro   | Alfonso Lastras Ramírez | 18 de agosto  | 20:00      | 11 214       | 7          | 1          |
| Santos Laguna        | 1 – 1      | Pachuca     | Corona                  | 22 de octubre | 19:00      | 6531         | 7          | 0          |
| Guadalajara          | 3 – 2      | Necaxa      | Akron                   | 22 de octubre | 19:05      | 31 120       | 1          | 0          |
| Toluca               | 5 – 0      | Puebla      | Nemesio Díez            | 22 de octubre | 21:05      | 24 521       | 2          | 0          |
| Mazatlán             | 2 – 0      | Tigres UANL | El Encanto              | 22 de octubre | 21:06      | 9642         | 4          | 0          |
| Cruz Azul            | 4 – 0      | Juárez      | Ciudad de los Deportes  | 23 de octubre | 19:00      | 26 278       | 2          | 0          |
| Monterrey            | 0 – 0      | Pumas UNAM  | BBVA                    | 23 de octubre | 19:00      | 40 959       | 0          | 0          |
| León                 | 0 – 0      | Atlas       | León                    | 23 de octubre | 21:00      | 16 608       | 0          | 0          |
| Tijuana              | 2 – 2      | América     | Caliente                | 23 de octubre | 21:05      | 27 333       | 4          | 1          |

| Jornada 14    | Jornada 14 | Jornada 14           | Jornada 14             | Jornada 14    | Jornada 14 | Jornada 14   | Jornada 14 | Jornada 14 |
| Local         | Resultado  | Visitante            | Estadio                | Fecha         | Hora       | Espectadores | Amonestado | Expulsado  |
| ------------- | ---------- | -------------------- | ---------------------- | ------------- | ---------- | ------------ | ---------- | ---------- |
| Santos Laguna | 0 – 0      | Mazatlán             | Corona                 | 25 de octubre | 19:00      | 6096         | 3          | 0          |
| Puebla        | 1 – 0      | Guadalajara          | Cuauhtémoc             | 25 de octubre | 21:00      | 32 325       | 1          | 0          |
| León          | 4 – 0      | Querétaro            | León                   | 26 de octubre | 17:00      | 18 763       | 2          | 0          |
| Pumas UNAM    | 0 – 2      | Cruz Azul            | Olímpico Universitario | 26 de octubre | 19:00      | 37 576       | 4          | 0          |
| Tigres UANL   | 2 – 1      | Pachuca              | Universitario          | 26 de octubre | 21:00      | 35 176       | 4          | 1          |
| Atlas         | 0 – 0      | Tijuana              | Jalisco                | 26 de octubre | 21:05      | 10 759       | 1          | 0          |
| Necaxa        | 1 – 3      | Toluca               | Victoria               | 27 de octubre | 18:00      | 16 443       | 1          | 0          |
| Juárez        | 2 – 4      | Atlético de San Luis | Olímpico Benito Juárez | 27 de octubre | 18:06      | 6548         | 2          | 0          |
| América       | 2 – 1      | Monterrey            | Ciudad de los Deportes | 27 de octubre | 20:05      | 23 810       | 4          | 0          |

| Jornada 15           | Jornada 15 | Jornada 15    | Jornada 15              | Jornada 15     | Jornada 15 | Jornada 15   | Jornada 15 | Jornada 15 |
| Local                | Resultado  | Visitante     | Estadio                 | Fecha          | Hora       | Espectadores | Amonestado | Expulsado  |
| -------------------- | ---------- | ------------- | ----------------------- | -------------- | ---------- | ------------ | ---------- | ---------- |
| Querétaro            | 1 – 2      | Juárez        | Corregidora             | 1 de noviembre | 19:00      | 6391         | 7          | 2          |
| Mazatlán             | 0 – 5      | América       | El Encanto              | 1 de noviembre | 21:00      | 16 325       | 1          | 0          |
| Tijuana              | 0 – 3      | Tigres UANL   | Caliente                | 1 de noviembre | 21:05      | 25 333       | 4          | 0          |
| Atlético de San Luis | 2 – 0      | Puebla        | Alfonso Lastras Ramírez | 2 de noviembre | 17:00      | 15 768       | 5          | 0          |
| Toluca               | 2 – 2      | León          | Nemesio Díez            | 2 de noviembre | 17:00      | 27 273       | 7          | 2          |
| Guadalajara          | 0 – 0      | Pumas UNAM    | Akron                   | 2 de noviembre | 19:05      | 37 819       | 0          | 0          |
| Monterrey            | 4 – 0      | Atlas         | BBVA                    | 2 de noviembre | 19:05      | 40 301       | 4          | 0          |
| Pachuca              | 6 – 2      | Necaxa        | Hidalgo                 | 2 de noviembre | 21:06      | 5541         | 3          | 1          |
| Cruz Azul            | 2 – 0      | Santos Laguna | Ciudad de los Deportes  | 2 de noviembre | 21:10      | 24 271       | 5          | 0          |

| Jornada 16    | Jornada 16 | Jornada 16           | Jornada 16             | Jornada 16     | Jornada 16 | Jornada 16   | Jornada 16 | Jornada 16 |
| Local         | Resultado  | Visitante            | Estadio                | Fecha          | Hora       | Espectadores | Amonestado | Expulsado  |
| ------------- | ---------- | -------------------- | ---------------------- | -------------- | ---------- | ------------ | ---------- | ---------- |
| Puebla        | 1 – 2      | Monterrey            | Cuauhtémoc             | 16 de agosto   | 19:00      | 9000         | 5          | 0          |
| Santos Laguna | 0 – 2      | Guadalajara          | Corona                 | 5 de noviembre | 19:00      | 12 507       | 6          | 0          |
| León          | 0 – 0      | Mazatlán             | León                   | 5 de noviembre | 19:00      | 18 928       | 5          | 0          |
| Pumas UNAM    | 2 – 0      | Querétaro            | Olímpico Universitario | 5 de noviembre | 21:05      | 12 363       | 3          | 1          |
| Tigres UANL   | 2 – 1      | Toluca               | Universitario          | 6 de noviembre | 19:00      | 40 830       | 1          | 0          |
| Necaxa        | 1 – 1      | Atlético de San Luis | Victoria               | 6 de noviembre | 19:00      | 17 969       | 4          | 0          |
| América       | 2 – 1      | Pachuca              | Cuauhtémoc             | 6 de noviembre | 19:00      | 40 814       | 4          | 0          |
| Atlas         | 2 – 2      | Cruz Azul            | Jalisco                | 6 de noviembre | 21:05      | 24 204       | 4          | 0          |
| Juárez        | 1 – 1      | Tijuana              | Olímpico Benito Juárez | 6 de noviembre | 21:06      | 6098         | 2          | 1          |

| Jornada 17  | Jornada 17 | Jornada 17           | Jornada 17             | Jornada 17      | Jornada 17 | Jornada 17   | Jornada 17 | Jornada 17 |
| Local       | Resultado  | Visitante            | Estadio                | Fecha           | Hora       | Espectadores | Amonestado | Expulsado  |
| ----------- | ---------- | -------------------- | ---------------------- | --------------- | ---------- | ------------ | ---------- | ---------- |
| Querétaro   | 3 – 2      | Santos Laguna        | Corregidora            | 8 de noviembre  | 19:00      | 7046         | 8          | 0          |
| Mazatlán    | 0 – 1      | Pumas UNAM           | El Encanto             | 8 de noviembre  | 21:00      | 8592         | 4          | 0          |
| Guadalajara | 0 – 1      | Atlético de San Luis | Akron                  | 9 de noviembre  | 17:05      | 35 066       | 6          | 0          |
| Pachuca     | 0 – 1      | Juárez               | Hidalgo                | 9 de noviembre  | 19:00      | 5879         | 4          | 0          |
| Toluca      | 4 – 0      | América              | Nemesio Díez           | 9 de noviembre  | 19:00      | 27 273       | 1          | 0          |
| Cruz Azul   | 1 – 1      | Tigres UANL          | Ciudad de los Deportes | 9 de noviembre  | 21:05      | 26 536       | 4          | 0          |
| Necaxa      | 0 – 0      | Atlas                | Victoria               | 10 de noviembre | 17:00      | 19 121       | 3          | 0          |
| Monterrey   | 2 – 1      | León                 | BBVA                   | 10 de noviembre | 19:05      | 41 874       | 5          | 5          |
| Tijuana     | 2 – 1      | Puebla               | Caliente               | 10 de noviembre | 21:10      | 21 333       | 10         | 1          |

## Tabla general
| Pos. | Equipo            | Pts. | PJ | G  | E | P  | GF | GC | Dif. | Clasificación    |
| ---- | ----------------- | ---- | -- | -- | - | -- | -- | -- | ---- | ---------------- |
| 1    | Cruz Azul         | 42   | 17 | 13 | 3 | 1  | 39 | 12 | +27  | Cuartos de final |
| 2    | Toluca            | 35   | 17 | 10 | 5 | 2  | 38 | 16 | +22  | Cuartos de final |
| 3    | Tigres UANL       | 34   | 17 | 10 | 4 | 3  | 25 | 15 | +10  | Cuartos de final |
| 4    | Pumas UNAM        | 31   | 17 | 9  | 4 | 4  | 21 | 13 | +8   | Cuartos de final |
| 5    | Monterrey         | 31   | 17 | 9  | 4 | 4  | 26 | 19 | +7   | Cuartos de final |
| 6    | Atlético San Luis | 30   | 17 | 9  | 3 | 5  | 27 | 19 | +8   | Cuartos de final |
| 7    | Tijuana           | 29   | 17 | 8  | 5 | 4  | 24 | 25 | −1   | Play-in          |
| 8    | América (C)       | 27   | 17 | 8  | 3 | 6  | 27 | 21 | +6   | Play-in          |
| 9    | Guadalajara       | 25   | 17 | 7  | 4 | 6  | 24 | 15 | +9   | Play-in          |
| 10   | Atlas             | 22   | 17 | 5  | 7 | 5  | 17 | 23 | −6   | Play-in          |
| 11   | León              | 18   | 17 | 3  | 9 | 5  | 21 | 23 | −2   |                  |
| 12   | Juárez            | 17   | 17 | 5  | 2 | 10 | 22 | 36 | −14  |                  |
| 13   | Necaxa            | 15   | 17 | 3  | 6 | 8  | 20 | 26 | −6   |                  |
| 14   | Mazatlán          | 14   | 17 | 2  | 8 | 7  | 10 | 19 | −9   |                  |
| 15   | Puebla            | 14   | 17 | 4  | 2 | 11 | 17 | 31 | −14  |                  |
| 16   | Pachuca           | 13   | 17 | 3  | 4 | 10 | 20 | 29 | −9   |                  |
| 17   | Querétaro         | 12   | 17 | 3  | 3 | 11 | 13 | 31 | −18  |                  |
| 18   | Santos Laguna     | 10   | 17 | 2  | 4 | 11 | 12 | 30 | −18  |                  |

Actualizado a los partidos jugados el 10 de noviembre de 2024.
 Fuente: Página oficial
Criterios de clasificación: Puntos · Diferencia de goles · Goles a favor · Play-off

### Evolución de la clasificación
Fecha de actualización: 10 de noviembre de 2024
| Equipo               | 1  | 2  | 3  | 4  | 5   | 6   | 7   | 8   | 9   | 10  | 11  | 12  | 13  | 14  | 15  | 16 | 17 |
| Equipo               |    |    |    |    |     |     |     |     |     |     |     |     |     |     |     |    |    |
| -------------------- | -- | -- | -- | -- | --- | --- | --- | --- | --- | --- | --- | --- | --- | --- | --- | -- | -- |
| Cruz Azul            | 6  | 1  | 1  | 1  | 1   | 1   | 1   | 1   | 1   | 1   | 1   | 1   | 1   | 1   | 1   | 1  | 1  |
| Toluca               | 5  | 6  | 4  | 3  | 4   | 2   | 3   | 4   | 2   | 3   | 3   | 2   | 2   | 2   | 2   | 3  | 2  |
| Tigres UANL          | 10 | 5  | 3  | 5  | 3   | 3   | 2   | 3   | 4   | 2   | 2   | 3   | 5   | 3   | 3   | 2  | 3  |
| Pumas UNAM           | 1  | 3  | 2  | 2  | 7   | 9   | 11  | 9   | 5   | 5   | 6   | 5   | 4   | 6   | 6   | 4  | 4  |
| Monterrey            | 4  | 10 | 6  | 4  | 2+  | 5+  | 4+  | 2+  | 3+  | 4+  | 4+  | 4+  | 3+  | 4+  | 4+  | 5  | 5  |
| Atlético de San Luis | 3  | 4  | 10 | 10 | 8+  | 7+  | 8+  | 6+  | 7+  | 6+  | 5+  | 7+  | 8   | 7   | 5   | 7  | 6  |
| Tijuana              | 2  | 2  | 5  | 8  | 6+  | 4+  | 6+  | 8   | 9   | 7   | 7   | 6   | 6   | 5   | 7   | 8  | 7  |
| América              | 12 | 8  | 13 | 9  | 12  | 12  | 12  | 10  | 10  | 11  | 10  | 10  | 10  | 9   | 8   | 6  | 8  |
| Guadalajara          | 11 | 16 | 9  | 7  | 9   | 6   | 7   | 5   | 6   | 8   | 9   | 8   | 7   | 8   | 9   | 9  | 9  |
| Atlas                | 8  | 11 | 7  | 6  | 5   | 8   | 5   | 7   | 8   | 9   | 8   | 9   | 9   | 10  | 10  | 10 | 10 |
| León                 | 18 | 17 | 14 | 14 | 13  | 16  | 16  | 16  | 16  | 14  | 14  | 12  | 12  | 11  | 11  | 11 | 11 |
| Juárez               | 9  | 12 | 15 | 15 | 17  | 17  | 17  | 17  | 18  | 18  | 13  | 14  | 16  | 17  | 16  | 15 | 12 |
| Necaxa               | 15 | 7  | 12 | 11 | 10  | 11  | 10  | 11  | 11  | 10  | 11  | 11  | 11  | 13  | 13  | 12 | 13 |
| Mazatlán             | 16 | 13 | 17 | 17 | 14  | 13  | 13  | 13  | 15  | 17  | 17  | 15  | 13  | 14  | 15  | 13 | 14 |
| Puebla               | 7  | 9  | 11 | 13 | 11+ | 10+ | 9+  | 12+ | 12+ | 12+ | 12+ | 13+ | 14+ | 12+ | 12+ | 14 | 15 |
| Pachuca              | 17 | 15 | 8  | 12 | 15  | 14  | 14  | 14  | 13  | 13  | 15  | 16  | 15  | 15  | 14  | 16 | 16 |
| Querétaro            | 13 | 18 | 18 | 18 | 18+ | 18+ | 18+ | 18+ | 17+ | 16+ | 16+ | 17+ | 17  | 18  | 18  | 18 | 17 |
| Santos Laguna        | 14 | 14 | 16 | 16 | 16+ | 15+ | 15+ | 15  | 14  | 15  | 18  | 18  | 18  | 16  | 17  | 17 | 18 |

- (+) Indica la posición del equipo con un partido adelantado.

## Tabla de cocientes
A partir de la temporada 2020-21 se suspendió el ascenso y descenso entre la Liga MX y la Liga de Expansión MX, sin embargo, la tabla de cocientes es utilizada para establecer los pagos de las multas que serán destinadas para el desarrollo de los clubes del circuito de plata. De acuerdo con el artículo 24 del reglamento de competencia se repartirá el pago de $MXN 160 millones entre los tres últimos posicionados en la tabla de cocientes de la siguiente manera: 80 millones el último lugar; 47 millones el penúltimo; y 33 millones serán pagados por el antepenúltimo equipo de la tabla. El equipo que finalice en el último lugar de la tabla iniciará la siguiente temporada con un cociente de cero.
 Fecha de actualización: 10 de noviembre de 2024
| Pos. | Equipo               | A22 | C23 | A23 | C24 | A24 | Pts. | A22J | C23J | A23J | C24J | A24J | Juegos | DG  | Cociente |
| ---- | -------------------- | --- | --- | --- | --- | --- | ---- | ---- | ---- | ---- | ---- | ---- | ------ | --- | -------- |
| 1    | América              | 38  | 34  | 40  | 35  | 27  | 174  | 17   | 17   | 17   | 17   | 17   | 85     | 83  | 2.0471   |
| 2    | Monterrey            | 35  | 40  | 33  | 32  | 31  | 171  | 17   | 17   | 17   | 17   | 17   | 85     | 69  | 2.0118   |
| 3    | Tigres UANL          | 30  | 25  | 30  | 31  | 34  | 150  | 17   | 17   | 17   | 17   | 17   | 85     | 48  | 1.7647   |
| 4    | Toluca               | 27  | 32  | 21  | 32  | 35  | 147  | 17   | 17   | 17   | 17   | 17   | 85     | 60  | 1.7294   |
| 5    | Tijuana              |     |     |     |     | 29  | 29   |      |      |      |      | 17   | 17     | -1  | 1.7059   |
| 6    | Cruz Azul            | 24  | 24  | 17  | 33  | 42  | 140  | 17   | 17   | 17   | 17   | 17   | 85     | 19  | 1.6471   |
| 7    | Guadalajara          | 22  | 34  | 27  | 31  | 25  | 139  | 17   | 17   | 17   | 17   | 17   | 85     | 28  | 1.6353   |
| 8    | Pachuca              | 32  | 31  | 22  | 29  | 13  | 127  | 17   | 17   | 17   | 17   | 17   | 85     | 8   | 1.4941   |
| 9    | Pumas UNAM           | 14  | 18  | 28  | 27  | 31  | 118  | 17   | 17   | 17   | 17   | 17   | 85     | 4   | 1.3882   |
| 10   | León                 | 22  | 30  | 23  | 24  | 18  | 117  | 17   | 17   | 17   | 17   | 17   | 85     | 3   | 1.3765   |
| 11   | Atlético de San Luis | 18  | 19  | 23  | 16  | 30  | 106  | 17   | 17   | 17   | 17   | 17   | 85     | -10 | 1.2471   |
| 12   | Santos Laguna        | 33  | 19  | 23  | 15  | 10  | 100  | 17   | 17   | 17   | 17   | 17   | 85     | -31 | 1.1765   |
| 13   | Querétaro            |     |     | 19  | 24  | 12  | 55   |      |      | 17   | 17   | 17   | 51     | -28 | 1.0784   |
| 14   | Necaxa               | 19  | 14  | 15  | 27  | 15  | 90   | 17   | 17   | 17   | 17   | 17   | 85     | -29 | 1.0588   |
| 15   | Atlas                | 13  | 21  | 17  | 14  | 22  | 87   | 17   | 17   | 17   | 17   | 17   | 85     | -32 | 1.0235   |
| 16   | Puebla               | 22  | 20  | 25  | 5   | 14  | 86   | 17   | 17   | 17   | 17   | 17   | 85     | -44 | 1.0118   |
| 17   | Juárez               | 19  | 15  | 18  | 16  | 17  | 85   | 17   | 17   | 17   | 17   | 17   | 85     | -40 | 1.0000   |
| 18   | Mazatlán             | 17  | 7   | 22  | 16  | 14  | 76   | 17   | 17   | 17   | 17   | 17   | 85     | -51 | 0.8941   |

     Pago de multa $MXN33 millones.
     Pago de multa $MXN47 millones.
     Pago de multa $MXN80 millones.

## Liguilla
|  | 21 de noviembre de 2024 | 21 de noviembre de 2024 | 21 de noviembre de 2024 |   |   | 24 de noviembre de 2024 | 24 de noviembre de 2024 | 24 de noviembre de 2024 |   |         | Clasificados | Clasificados | Clasificados |
|  |                         |                         |                         |   |   |                         |                         |                         |   |         |              |              |              |
|  | 7                       | Tijuana                 | 2 (2)                   |   |   |                         |                         |                         |   |         |              |              |              |
|  | 8                       | América (p.)            | 2 (3)                   |   |   |                         |                         |                         |   |         | 8            | América      | 7.º          |
|  |                         |                         |                         |   | 7 | Tijuana                 | 3                       |                         | 7 | Tijuana | 8.º          |              |              |
|  |                         | 10                      | Atlas                   | 0 |   |                         |                         |                         |   |         |              |              |              |
|  | 9                       | Guadalajara             | 1                       |   |   |                         |                         |                         |   |         |              |              |              |
|  | 10                      | Atlas                   | 2                       |   |   |                         |                         |                         |   |         |              |              |              |

|  | Cuartos de final                                                                     | Cuartos de final                                                                     | Cuartos de final                                                                     | Cuartos de final                                                                     | Cuartos de final                                                                     |   |   | Semifinales                                                          | Semifinales                                                          | Semifinales                                                          | Semifinales                                                          | Semifinales                                                          |  |   | Final                                                          | Final                                                          | Final                                                          | Final                                                          | Final                                                          |  |
|  | 27 y 28 de noviembre de 2024 (ida) 30 de noviembre y 1 de diciembre de 2024 (vuelta) | 27 y 28 de noviembre de 2024 (ida) 30 de noviembre y 1 de diciembre de 2024 (vuelta) | 27 y 28 de noviembre de 2024 (ida) 30 de noviembre y 1 de diciembre de 2024 (vuelta) | 27 y 28 de noviembre de 2024 (ida) 30 de noviembre y 1 de diciembre de 2024 (vuelta) | 27 y 28 de noviembre de 2024 (ida) 30 de noviembre y 1 de diciembre de 2024 (vuelta) |   |   | 4 y 5 de diciembre de 2024 (ida) 7 y 8 de diciembre de 2024 (vuelta) | 4 y 5 de diciembre de 2024 (ida) 7 y 8 de diciembre de 2024 (vuelta) | 4 y 5 de diciembre de 2024 (ida) 7 y 8 de diciembre de 2024 (vuelta) | 4 y 5 de diciembre de 2024 (ida) 7 y 8 de diciembre de 2024 (vuelta) | 4 y 5 de diciembre de 2024 (ida) 7 y 8 de diciembre de 2024 (vuelta) |  |   | 12 de diciembre de 2024 (ida) 15 de diciembre de 2024 (vuelta) | 12 de diciembre de 2024 (ida) 15 de diciembre de 2024 (vuelta) | 12 de diciembre de 2024 (ida) 15 de diciembre de 2024 (vuelta) | 12 de diciembre de 2024 (ida) 15 de diciembre de 2024 (vuelta) | 12 de diciembre de 2024 (ida) 15 de diciembre de 2024 (vuelta) |  |
|  |                                                                                      |                                                                                      |                                                                                      |                                                                                      |                                                                                      |   |   |                                                                      |                                                                      |                                                                      |                                                                      |                                                                      |  |   |                                                                |                                                                |                                                                |                                                                |                                                                |  |
|  |                                                                                      |                                                                                      |                                                                                      |                                                                                      |                                                                                      |   |   |                                                                      |                                                                      |                                                                      |                                                                      |                                                                      |  |   |                                                                |                                                                |                                                                |                                                                |                                                                |  |
|  | 4                                                                                    | Pumas UNAM                                                                           | 0                                                                                    | 3                                                                                    | 3                                                                                    |   |   |                                                                      |                                                                      |                                                                      |                                                                      |                                                                      |  |   |                                                                |                                                                |                                                                |                                                                |                                                                |  |
|  | 4                                                                                    | Pumas UNAM                                                                           | 0                                                                                    | 3                                                                                    | 3                                                                                    |   |   |                                                                      |                                                                      |                                                                      |                                                                      |                                                                      |  |   |                                                                |                                                                |                                                                |                                                                |                                                                |  |
|  | 5                                                                                    | Monterrey                                                                            | 1                                                                                    | 5                                                                                    | 6                                                                                    |   |   |                                                                      |                                                                      |                                                                      |                                                                      |                                                                      |  |   |                                                                |                                                                |                                                                |                                                                |                                                                |  |
|  | 5                                                                                    | Monterrey                                                                            | 1                                                                                    | 5                                                                                    | 6                                                                                    |   | 5 | Monterrey                                                            | 1                                                                    | 5                                                                    | 6                                                                    |                                                                      |  |   |                                                                |                                                                |                                                                |                                                                |                                                                |  |
|  |                                                                                      |                                                                                      |                                                                                      |                                                                                      |                                                                                      |   | 5 | Monterrey                                                            | 1                                                                    | 5                                                                    | 6                                                                    |                                                                      |  |   |                                                                |                                                                |                                                                |                                                                |                                                                |  |
|  |                                                                                      |                                                                                      | 6                                                                                    | Atlético San Luis                                                                    | 2                                                                                    | 1 | 3 |                                                                      |                                                                      |                                                                      |                                                                      |                                                                      |  |   |                                                                |                                                                |                                                                |                                                                |                                                                |  |
|  | 3                                                                                    | Tigres UANL                                                                          | 6                                                                                    | Atlético San Luis                                                                    | 2                                                                                    | 1 | 3 | 0                                                                    | 0                                                                    | 0                                                                    |                                                                      |                                                                      |  |   |                                                                |                                                                |                                                                |                                                                |                                                                |  |
|  | 3                                                                                    | Tigres UANL                                                                          |                                                                                      |                                                                                      |                                                                                      |   |   |                                                                      |                                                                      | 0                                                                    |                                                                      |                                                                      |  |   |                                                                |                                                                |                                                                |                                                                |                                                                |  |
|  | 6                                                                                    | Atlético San Luis                                                                    | 3                                                                                    | 0                                                                                    | 3                                                                                    |   |   |                                                                      |                                                                      |                                                                      |                                                                      |                                                                      |  |   |                                                                |                                                                |                                                                |                                                                |                                                                |  |
|  | 6                                                                                    | Atlético San Luis                                                                    | 3                                                                                    | 0                                                                                    | 3                                                                                    |   |   |                                                                      |                                                                      |                                                                      |                                                                      |                                                                      |  | 5 | Monterrey                                                      | 1                                                              | 1                                                              | 2                                                              |                                                                |  |
|  |                                                                                      |                                                                                      |                                                                                      |                                                                                      |                                                                                      |   |   |                                                                      |                                                                      |                                                                      |                                                                      |                                                                      |  | 5 | Monterrey                                                      | 1                                                              | 1                                                              | 2                                                              |                                                                |  |
|  |                                                                                      |                                                                                      | 7                                                                                    | América                                                                              | 2                                                                                    | 1 | 3 |                                                                      |                                                                      |                                                                      |                                                                      |                                                                      |  |   |                                                                |                                                                |                                                                |                                                                |                                                                |  |
|  | 1                                                                                    | Cruz Azul (*)                                                                        | 7                                                                                    | América                                                                              | 2                                                                                    | 1 | 3 | 0                                                                    | 3                                                                    | 3                                                                    |                                                                      |                                                                      |  |   |                                                                |                                                                |                                                                |                                                                |                                                                |  |
|  | 1                                                                                    | Cruz Azul (*)                                                                        |                                                                                      |                                                                                      |                                                                                      |   |   |                                                                      |                                                                      | 3                                                                    |                                                                      |                                                                      |  |   |                                                                |                                                                |                                                                |                                                                |                                                                |  |
|  | 8                                                                                    | Tijuana                                                                              | 3                                                                                    | 0                                                                                    | 3                                                                                    |   |   |                                                                      |                                                                      |                                                                      |                                                                      |                                                                      |  |   |                                                                |                                                                |                                                                |                                                                |                                                                |  |
|  | 8                                                                                    | Tijuana                                                                              | 3                                                                                    | 0                                                                                    | 3                                                                                    |   | 1 | Cruz Azul                                                            | 0                                                                    | 3                                                                    | 3                                                                    |                                                                      |  |   |                                                                |                                                                |                                                                |                                                                |                                                                |  |
|  |                                                                                      |                                                                                      |                                                                                      |                                                                                      |                                                                                      |   | 1 | Cruz Azul                                                            | 0                                                                    | 3                                                                    | 3                                                                    |                                                                      |  |   |                                                                |                                                                |                                                                |                                                                |                                                                |  |
|  |                                                                                      |                                                                                      | 7                                                                                    | América                                                                              | 0                                                                                    | 4 | 4 |                                                                      |                                                                      |                                                                      |                                                                      |                                                                      |  |   |                                                                |                                                                |                                                                |                                                                |                                                                |  |
|  | 2                                                                                    | Toluca                                                                               | 7                                                                                    | América                                                                              | 0                                                                                    | 4 | 4 | 0                                                                    | 0                                                                    | 0                                                                    |                                                                      |                                                                      |  |   |                                                                |                                                                |                                                                |                                                                |                                                                |  |
|  | 2                                                                                    | Toluca                                                                               |                                                                                      |                                                                                      |                                                                                      |   |   |                                                                      |                                                                      | 0                                                                    |                                                                      |                                                                      |  |   |                                                                |                                                                |                                                                |                                                                |                                                                |  |
|  | 7                                                                                    | América                                                                              | 2                                                                                    | 2                                                                                    | 4                                                                                    |   |   |                                                                      |                                                                      |                                                                      |                                                                      |                                                                      |  |   |                                                                |                                                                |                                                                |                                                                |                                                                |  |
|  | 7                                                                                    | América                                                                              | 2                                                                                    | 2                                                                                    | 4                                                                                    |   |   |                                                                      |                                                                      |                                                                      |                                                                      |                                                                      |  |   |                                                                |                                                                |                                                                |                                                                |                                                                |  |
|  |                                                                                      |                                                                                      |                                                                                      |                                                                                      |                                                                                      |   |   |                                                                      |                                                                      |                                                                      |                                                                      |                                                                      |  |   |                                                                |                                                                |                                                                |                                                                |                                                                |  |

(*) Avanza por su posición en la tabla

### Eliminatoria Play-In

#### Primera ronda
| 21 de noviembre de 2024                                                                                                   | Tijuana                                     | 2:2 (1:0) (2:3 p.)         | América                                            | Estadio Caliente, Tijuana                                   |                                                             |
| 21:00 (UTC-6) | - Bilbao 15' - Zúñiga 53'                   | Reporte                    | - Rodríguez 51' - Borja 90+1'                      | Asistencia: 29 333 espectadores Árbitro(s): Adonai Escobedo | Asistencia: 29 333 espectadores Árbitro(s): Adonai Escobedo |
| |                                             | Tiros desde el punto penal |                                                    |                                                             |                                                             |
| | - Rivera - Reynoso - Bilbao - Gómez - Mejía |                            | - Rodríguez - Reyes - Zendejas - Fidalgo - Aguirre |                                                             |                                                             |
| América avanzó a Cuartos de final como 7º sembrado. Tijuana jugará el segundo partido por el cupo restante a la Liguilla. |                                             |                            |                                                    |                                                             |                                                             |

| 21 de noviembre de 2024                                                                         | Guadalajara       | 1:2 (0:0) | Atlas                                       | Estadio Akron, Zapopan                                         |                                                                |
| 19:05 (UTC-6)                                                                                   | Guzmán 59' (pen.) | Reporte   | - Castillo 85' (a.g.) - Rocha 90+14' (pen.) | Asistencia: 40 645 espectadores Árbitro(s): César Arturo Ramos | Asistencia: 40 645 espectadores Árbitro(s): César Arturo Ramos |
| Atlas jugará el segundo partido por el 8º sembrado de la Liguilla. Guadalajara quedó eliminado. |                   |           |                                             |                                                                |                                                                |

#### Segunda ronda
| 24 de noviembre de 2024                                                    | Tijuana                          | 3:0 (2:0) | Atlas | Estadio Caliente, Tijuana                                          |                                                                    |
| 21:00 (UTC-6)                                                              | - Zúñiga 4', 20' - Castañeda 84' | Reporte   |       | Asistencia: 17 333 espectadores Árbitro(s): Víctor Alfonso Cáceres | Asistencia: 17 333 espectadores Árbitro(s): Víctor Alfonso Cáceres |
| Tijuana avanzó a Cuartos de final como 8° sembrado. Atlas quedó eliminado. |                                  |           |       |                                                                    |                                                                    |

### Cuartos de final

#### Cruz Azul – Tijuana
| 27 de noviembre de 2024 | Tijuana                                  | 3:0 (3:0) | Cruz Azul | Estadio Caliente, Tijuana                                      |                                                                |
| 21:10 (UTC-6)           | - Zúñiga 10' - Álvarez 19' - Reynoso 43' | Reporte   |           | Asistencia: 25 333 espectadores Árbitro(s): Fernando Hernández | Asistencia: 25 333 espectadores Árbitro(s): Fernando Hernández |

| 30 de noviembre de 2024                                                                                        | Cruz Azul                                      | 3:0 (1:0) (Global 3:3) | Tijuana | Estadio Ciudad de los Deportes, Ciudad de México                   |                                                                    |
| 19:10 (UTC-6)                                                                                                  | - Rivero 44' - Giakoumakis 54' - Sepúlveda 74' | Reporte                |         | Asistencia: 24 975 espectadores Árbitro(s): Víctor Alfonso Cáceres | Asistencia: 24 975 espectadores Árbitro(s): Víctor Alfonso Cáceres |
| Cruz Azul avanzó a las Semifinales por mejor posición en la tabla tras el empate en el marcador global de 3–3. |                                                |                        |         |                                                                    |                                                                    |

#### Toluca – América
| 27 de noviembre de 2024 | América          | 2:0 (0:0) | Toluca | Estadio Ciudad de los Deportes, Ciudad de México               |                                                                |
| 19:00 (UTC-6)           | Aguirre 67', 82' | Reporte   |        | Asistencia: 27 025 espectadores Árbitro(s): Óscar Mejía García | Asistencia: 27 025 espectadores Árbitro(s): Óscar Mejía García |

| 30 de noviembre de 2024           | Toluca | 0:2 (0:0) (Global 0:4) | América                        | Estadio Nemesio Díez, Toluca                                   |                                                                |
| 17:00 (UTC-6)                     |        | Reporte                | - 49' (a.g.) Ruiz - 72' Martín | Asistencia: 27 273 espectadores Árbitro(s): César Arturo Ramos | Asistencia: 27 273 espectadores Árbitro(s): César Arturo Ramos |
| América avanzó a las Semifinales. |        |                        |                                |                                                                |                                                                |

#### Tigres UANL – Atlético San Luis
| 28 de noviembre de 2024 | Atlético San Luis                                 | 3:0 (1:0) | Tigres UANL | Estadio Alfonso Lastras Ramírez, San Luis Potosí               |                                                                |
| 19:00 (UTC-6)           | - Joaquim 35' (a.g.) - Bonatini 60' - Vitinho 64' | Reporte   |             | Asistencia: 22 102 espectadores Árbitro(s): Jesús Rafael López | Asistencia: 22 102 espectadores Árbitro(s): Jesús Rafael López |

| 1 de diciembre de 2024                      | Tigres UANL | 0:0 (Global 0:3) | Atlético San Luis | Estadio Universitario, San Nicolás de los Garza             |                                                             |
| 19:00 (UTC-6)                               |             | Reporte          |                   | Asistencia: 40 271 espectadores Árbitro(s): Adonai Escobedo | Asistencia: 40 271 espectadores Árbitro(s): Adonai Escobedo |
| Atlético San Luis avanzó a las Semifinales. |             |                  |                   |                                                             |                                                             |

#### Pumas UNAM – Monterrey
| 28 de noviembre de 2024 | Monterrey          | 1:0 (0:0) | Pumas UNAM | Estadio BBVA, Guadalupe                                     |                                                             |
| 21:10 (UTC-6)           | Canales 90' (pen.) | Reporte   |            | Asistencia: 37 379 espectadores Árbitro(s): Daniel Quintero | Asistencia: 37 379 espectadores Árbitro(s): Daniel Quintero |

| 1 de diciembre de 2024              | Pumas UNAM                         | 3:5 (1:1) (Global 3:6) | Monterrey                                                       | Estadio Olímpico Universitario, Ciudad de México                |                                                                 |
| 12:00 (UTC-6)                       | - Martínez 36', 87' - Pussetto 66' | Reporte                | - 32', 73' Berterame - 56' Ocampos - 79' Arteaga - 90+3' Torres | Asistencia: 37 439 espectadores Árbitro(s): Marco Antonio Ortiz | Asistencia: 37 439 espectadores Árbitro(s): Marco Antonio Ortiz |
| Monterrey avanzó a las Semifinales. |                                    |                        |                                                                 |                                                                 |                                                                 |

### Semifinales

#### Cruz Azul – América
| 5 de diciembre de 2024 | América | 0:0     | Cruz Azul | Estadio Ciudad de los Deportes, Ciudad de México        |                                                         |
| 20:00 (UTC-6)          |         | Reporte |           | Asistencia: 29 401 espectadores Árbitro(s): Oscar Mejía | Asistencia: 29 401 espectadores Árbitro(s): Oscar Mejía |

| 8 de diciembre de 2024     | Cruz Azul                                  | 3:4 (0:1) (Global 3:4) | América                                                             | Estadio Ciudad de los Deportes, Ciudad de México            |                                                             |
| 19:00 (UTC-6)              | - Rivero 69' - Fernández 80' - Morales 86' | Reporte                | - 15' Zendejas - 49' R. Sánchez - 72' Juárez - 90+4' (pen.) Aguirre | Asistencia: 29 404 espectadores Árbitro(s): Adonai Escobedo | Asistencia: 29 404 espectadores Árbitro(s): Adonai Escobedo |
| América avanzó a la Final. |                                            |                        |                                                                     |                                                             |                                                             |

#### Monterrey – Atlético San Luis
| 4 de diciembre de 2024 | Atlético San Luis           | 2:1 (1:0) | Monterrey     | Estadio Alfonso Lastras Ramírez, San Luis Potosí               |                                                                |
| 21:00 (UTC-6)          | - Bonatini 30' - Chávez 80' | Reporte   | 66' Berterame | Asistencia: 22 803 espectadores Árbitro(s): Fernando Hernández | Asistencia: 22 803 espectadores Árbitro(s): Fernando Hernández |

| 7 de diciembre de 2024       | Monterrey                                                              | 5:1 (0:0) (Global 6:3) | Atlético San Luis         | Estadio BBVA, Guadalupe                                         |                                                                 |
| 20:00 (UTC-6)                | - Torres 47', 85' - Berterame 52' - Guillén 82' (a.g.) - Vazquez 90+1' | Reporte                | 75' (pen.) Salles-Lamonge | Asistencia: 48 606 espectadores Árbitro(s): Marco Antonio Ortiz | Asistencia: 48 606 espectadores Árbitro(s): Marco Antonio Ortiz |
| Monterrey avanzó a la Final. |                                                                        |                        |                           |                                                                 |                                                                 |

### Final
| 12 de diciembre de 2024 | América                      | 2:1 (1:1) | Monterrey   | Estadio Cuauhtémoc, Puebla                                         |                                                                    |
| 20:00 (UTC-6)           | - Álvarez 39' - Zendejas 49' | Reporte   | 35' Canales | Asistencia: 36 933 espectadores Árbitro(s): Víctor Alfonso Cáceres | Asistencia: 36 933 espectadores Árbitro(s): Víctor Alfonso Cáceres |

| 15 de diciembre de 2024                      | Monterrey | 1:1 (0:1) (Global 2:3) | América        | Estadio BBVA, Guadalupe                                        |                                                                |
| 19:00 (UTC-6)                                | Rojas 85' | Reporte                | 24' R. Sánchez | Asistencia: 52 127 espectadores Árbitro(s): César Arturo Ramos | Asistencia: 52 127 espectadores Árbitro(s): César Arturo Ramos |
| América es Campeón del Torneo Apertura 2024. |           |                        |                |                                                                |                                                                |

#### Final - Ida
| 1     | POR   | Luis Malagón        |     |
| 3     | DEF   | Israel Reyes        |     |
| 4     | DEF   | Sebastián Cáceres   | 85' |
| 5     | DEF   | Kevin Álvarez       |     |
| 26    | DEF   | Cristian Borja      | 78' |
| 29    | DEF   | Ramón Juárez        |     |
| 6     | MED   | Jonathan dos Santos | 64' |
| 8     | MED   | Álvaro Fidalgo      |     |
| 17    | MED   | Alejandro Zendejas  |     |
| 11    | DEL   | Víctor Dávila       | 64' |
| 21    | DEL   | Henry Martín        | 78' |
| D. T. | D. T. | André Jardine       |     |

| 22    | POR   | Luis Cárdenas     |     |
| 33    | DEF   | Stefan Medina     |     |
| 4     | DEF   | Víctor Guzmán     | 51' |
| 15    | DEF   | Héctor Moreno     | 66' |
| 3     | DEF   | Gerardo Arteaga   |     |
| 8     | MED   | Óliver Torres     |     |
| 10    | MED   | Sergio Canales    | 66' |
| 29    | MED   | Lucas Ocampos     | 4'  |
| 30    | MED   | Jorge Rodríguez   |     |
| 204   | MED   | Iker Fimbres      |     |
| 7     | DEL   | Germán Berterame  |     |
| D. T. | D. T. | Martín Demichelis |     |

| 10 | Centrocampista | Diego Valdés      | 64' |
| 13 | Centrocampista | Alan Cervantes    | 64' |
| 18 | Defensa        | Cristian Calderón | 78' |
| 7  | Centrocampista | Brian Rodríguez   | 78' |
| 14 | Defensa        | Néstor Araujo     | 85' |

| 31 | Delantero      | Roberto de la Rosa | 4 66'' |
| 14 | Defensa        | Érick Aguirre      | 51'    |
| 20 | Defensa        | Sebastián Vegas    | 66'    |
| 17 | Centrocampista | Jesús Corona       | 66'    |
| 9  | Delantero      | Brandon Vazquez    | 66'    |

| 39' · 49' | Kevin Álvarez Alejandro Zendejas | 1:1 2:1 |

| 35' | Sergio Canales | 0:1 |

| 45+4' · 59' · 81' | André Jardine Jonathan dos Santos Ramón Juárez |

| 73' | Óliver Torres |

| Principal  | Víctor Alfonso Cáceres Hernández |
| Asistentes | Enrique Isaac Bustos Díaz        |
|            | Enedina Caudillo Gómez           |
| Cuarto     | Daniel Quintero Huitrón          |

| VAR            | Oscar Macías Romo               |
| Asistentes VAR | Jorge Abraham Camacho Peregrina |

|  |                    | [[Archivo:\|border\|30px]] | [[Archivo:\|border\|30px]] |
|  | Tiros              | 9                          | 7                          |
|  | Tiros a puerta     | 5                          | 2                          |
|  | Faltas             | 7                          | 10                         |
|  | Saques de esquina  | 8                          | 5                          |
|  | Fueras de juego    | 3                          | 1                          |
|  | Posesión del balón | 48%                        | 52%                        |

| 1     | POR   | Luis Malagón        |     |
| 3     | DEF   | Israel Reyes        |     |
| 4     | DEF   | Sebastián Cáceres   | 85' |
| 5     | DEF   | Kevin Álvarez       |     |
| 26    | DEF   | Cristian Borja      | 78' |
| 29    | DEF   | Ramón Juárez        |     |
| 6     | MED   | Jonathan dos Santos | 64' |
| 8     | MED   | Álvaro Fidalgo      |     |
| 17    | MED   | Alejandro Zendejas  |     |
| 11    | DEL   | Víctor Dávila       | 64' |
| 21    | DEL   | Henry Martín        | 78' |
| D. T. | D. T. | André Jardine       |     |

| 22    | POR   | Luis Cárdenas     |     |
| 33    | DEF   | Stefan Medina     |     |
| 4     | DEF   | Víctor Guzmán     | 51' |
| 15    | DEF   | Héctor Moreno     | 66' |
| 3     | DEF   | Gerardo Arteaga   |     |
| 8     | MED   | Óliver Torres     |     |
| 10    | MED   | Sergio Canales    | 66' |
| 29    | MED   | Lucas Ocampos     | 4'  |
| 30    | MED   | Jorge Rodríguez   |     |
| 204   | MED   | Iker Fimbres      |     |
| 7     | DEL   | Germán Berterame  |     |
| D. T. | D. T. | Martín Demichelis |     |

| 10 | Centrocampista | Diego Valdés      | 64' |
| 13 | Centrocampista | Alan Cervantes    | 64' |
| 18 | Defensa        | Cristian Calderón | 78' |
| 7  | Centrocampista | Brian Rodríguez   | 78' |
| 14 | Defensa        | Néstor Araujo     | 85' |

| 31 | Delantero      | Roberto de la Rosa | 4 66'' |
| 14 | Defensa        | Érick Aguirre      | 51'    |
| 20 | Defensa        | Sebastián Vegas    | 66'    |
| 17 | Centrocampista | Jesús Corona       | 66'    |
| 9  | Delantero      | Brandon Vazquez    | 66'    |

| 39' · 49' | Kevin Álvarez Alejandro Zendejas | 1:1 2:1 |

| 35' | Sergio Canales | 0:1 |

| 45+4' · 59' · 81' | André Jardine Jonathan dos Santos Ramón Juárez |

| 73' | Óliver Torres |

| Principal  | Víctor Alfonso Cáceres Hernández |
| Asistentes | Enrique Isaac Bustos Díaz        |
|            | Enedina Caudillo Gómez           |
| Cuarto     | Daniel Quintero Huitrón          |

| VAR            | Oscar Macías Romo               |
| Asistentes VAR | Jorge Abraham Camacho Peregrina |

|  |                    | [[Archivo:\|border\|30px]] | [[Archivo:\|border\|30px]] |
|  | Tiros              | 9                          | 7                          |
|  | Tiros a puerta     | 5                          | 2                          |
|  | Faltas             | 7                          | 10                         |
|  | Saques de esquina  | 8                          | 5                          |
|  | Fueras de juego    | 3                          | 1                          |
|  | Posesión del balón | 48%                        | 52%                        |

| 1     | POR   | Luis Malagón        |     |
| 3     | DEF   | Israel Reyes        |     |
| 4     | DEF   | Sebastián Cáceres   | 85' |
| 5     | DEF   | Kevin Álvarez       |     |
| 26    | DEF   | Cristian Borja      | 78' |
| 29    | DEF   | Ramón Juárez        |     |
| 6     | MED   | Jonathan dos Santos | 64' |
| 8     | MED   | Álvaro Fidalgo      |     |
| 17    | MED   | Alejandro Zendejas  |     |
| 11    | DEL   | Víctor Dávila       | 64' |
| 21    | DEL   | Henry Martín        | 78' |
| D. T. | D. T. | André Jardine       |     |

| 22    | POR   | Luis Cárdenas     |     |
| 33    | DEF   | Stefan Medina     |     |
| 4     | DEF   | Víctor Guzmán     | 51' |
| 15    | DEF   | Héctor Moreno     | 66' |
| 3     | DEF   | Gerardo Arteaga   |     |
| 8     | MED   | Óliver Torres     |     |
| 10    | MED   | Sergio Canales    | 66' |
| 29    | MED   | Lucas Ocampos     | 4'  |
| 30    | MED   | Jorge Rodríguez   |     |
| 204   | MED   | Iker Fimbres      |     |
| 7     | DEL   | Germán Berterame  |     |
| D. T. | D. T. | Martín Demichelis |     |

| 10 | Centrocampista | Diego Valdés      | 64' |
| 13 | Centrocampista | Alan Cervantes    | 64' |
| 18 | Defensa        | Cristian Calderón | 78' |
| 7  | Centrocampista | Brian Rodríguez   | 78' |
| 14 | Defensa        | Néstor Araujo     | 85' |

| 31 | Delantero      | Roberto de la Rosa | 4 66'' |
| 14 | Defensa        | Érick Aguirre      | 51'    |
| 20 | Defensa        | Sebastián Vegas    | 66'    |
| 17 | Centrocampista | Jesús Corona       | 66'    |
| 9  | Delantero      | Brandon Vazquez    | 66'    |

| 39' · 49' | Kevin Álvarez Alejandro Zendejas | 1:1 2:1 |

| 35' | Sergio Canales | 0:1 |

| 45+4' · 59' · 81' | André Jardine Jonathan dos Santos Ramón Juárez |

| 73' | Óliver Torres |

| Principal  | Víctor Alfonso Cáceres Hernández |
| Asistentes | Enrique Isaac Bustos Díaz        |
|            | Enedina Caudillo Gómez           |
| Cuarto     | Daniel Quintero Huitrón          |

| VAR            | Oscar Macías Romo               |
| Asistentes VAR | Jorge Abraham Camacho Peregrina |

|  |                    | [[Archivo:\|border\|30px]] | [[Archivo:\|border\|30px]] |
|  | Tiros              | 9                          | 7                          |
|  | Tiros a puerta     | 5                          | 2                          |
|  | Faltas             | 7                          | 10                         |
|  | Saques de esquina  | 8                          | 5                          |
|  | Fueras de juego    | 3                          | 1                          |
|  | Posesión del balón | 48%                        | 52%                        |

| 1     | POR   | Luis Malagón        |     |
| 3     | DEF   | Israel Reyes        |     |
| 4     | DEF   | Sebastián Cáceres   | 85' |
| 5     | DEF   | Kevin Álvarez       |     |
| 26    | DEF   | Cristian Borja      | 78' |
| 29    | DEF   | Ramón Juárez        |     |
| 6     | MED   | Jonathan dos Santos | 64' |
| 8     | MED   | Álvaro Fidalgo      |     |
| 17    | MED   | Alejandro Zendejas  |     |
| 11    | DEL   | Víctor Dávila       | 64' |
| 21    | DEL   | Henry Martín        | 78' |
| D. T. | D. T. | André Jardine       |     |

| 22    | POR   | Luis Cárdenas     |     |
| 33    | DEF   | Stefan Medina     |     |
| 4     | DEF   | Víctor Guzmán     | 51' |
| 15    | DEF   | Héctor Moreno     | 66' |
| 3     | DEF   | Gerardo Arteaga   |     |
| 8     | MED   | Óliver Torres     |     |
| 10    | MED   | Sergio Canales    | 66' |
| 29    | MED   | Lucas Ocampos     | 4'  |
| 30    | MED   | Jorge Rodríguez   |     |
| 204   | MED   | Iker Fimbres      |     |
| 7     | DEL   | Germán Berterame  |     |
| D. T. | D. T. | Martín Demichelis |     |

| 10 | Centrocampista | Diego Valdés      | 64' |
| 13 | Centrocampista | Alan Cervantes    | 64' |
| 18 | Defensa        | Cristian Calderón | 78' |
| 7  | Centrocampista | Brian Rodríguez   | 78' |
| 14 | Defensa        | Néstor Araujo     | 85' |

| 31 | Delantero      | Roberto de la Rosa | 4 66'' |
| 14 | Defensa        | Érick Aguirre      | 51'    |
| 20 | Defensa        | Sebastián Vegas    | 66'    |
| 17 | Centrocampista | Jesús Corona       | 66'    |
| 9  | Delantero      | Brandon Vazquez    | 66'    |

| 39' · 49' | Kevin Álvarez Alejandro Zendejas | 1:1 2:1 |

| 35' | Sergio Canales | 0:1 |

| 45+4' · 59' · 81' | André Jardine Jonathan dos Santos Ramón Juárez |

| 73' | Óliver Torres |

| Principal  | Víctor Alfonso Cáceres Hernández |
| Asistentes | Enrique Isaac Bustos Díaz        |
|            | Enedina Caudillo Gómez           |
| Cuarto     | Daniel Quintero Huitrón          |

| VAR            | Oscar Macías Romo               |
| Asistentes VAR | Jorge Abraham Camacho Peregrina |

|  |                    | [[Archivo:\|border\|30px]] | [[Archivo:\|border\|30px]] |
|  | Tiros              | 9                          | 7                          |
|  | Tiros a puerta     | 5                          | 2                          |
|  | Faltas             | 7                          | 10                         |
|  | Saques de esquina  | 8                          | 5                          |
|  | Fueras de juego    | 3                          | 1                          |
|  | Posesión del balón | 48%                        | 52%                        |

#### Final - Vuelta
| 22    | POR   | Luis Cárdenas     |     |
| 3     | DEF   | Gerardo Arteaga   |     |
| 15    | DEF   | Héctor Moreno     | 46' |
| 33    | DEF   | Stefan Medina     |     |
| 14    | DEF   | Óliver Torres     | 71' |
| 8     | DEF   | Sergio Canales    |     |
| 10    | MED   | Érick Aguirre     | 46' |
| 30    | MED   | Jorge Rodríguez   |     |
| 204   | MED   | Iker Fimbres      |     |
| 7     | DEL   | Germán Berterame  |     |
| 9     | DEL   | Brandon Vazquez   | 71' |
| D. T. | D. T. | Martín Demichelis |     |

| 1     | POR   | Luis Malagón       |     |
| 3     | DEF   | Israel Reyes       |     |
| 4     | DEF   | Sebastián Cáceres  |     |
| 5     | DEF   | Kevin Álvarez      |     |
| 18    | DEF   | Cristian Calderón  | 90' |
| 29    | MED   | Ramón Juárez       |     |
| 8     | MED   | Álvaro Fidalgo     |     |
| 13    | MED   | Alan Cervantes     |     |
| 17    | MED   | Alejandro Zendejas |     |
| 20    | MED   | Richard Sánchez    | 71' |
| 21    | DEL   | Henry Martín       | 41' |
| D. T. | D. T. | André Jardine      |     |

| 16 | Centrocampista | Johan Rojas        | 46' |
| 20 | Defensa        | Sebastián Vegas    | 46' |
| 31 | Delantero      | Roberto de la Rosa | 71' |
| 17 | Centrocampista | Jesús Corona       | 71' |

| 27 | Delantero      | Rodrigo Aguirre     | 41' |
| 6  | Centrocampista | Jonathan dos Santos | 71' |
| 26 | Defensa        | Cristian Borja      | 90' |

| 85' | Johan Rojas | 1:1 |

| 24' | Richard Sánchez | 0:1 |

| 17' | Germán Berterame |

| 86' | Alejandro Zendejas |

| Principal  | César Arturo Ramos Palazuelos   |
| Asistentes | José Ibrahim Martínez Chavarría |
|            | Jonathan Maximiliano Gómez      |
| Cuarto     | Oscar Mejía García              |

| VAR            | Guillermo Pacheco Larios     |
| Asistentes VAR | Vicente Jassiel Reynoso Arce |

|  |                    | [[Archivo:\|border\|30px]] | [[Archivo:\|border\|30px]] |
|  | Tiros              | 21                         | 4                          |
|  | Tiros a puerta     | 6                          | 3                          |
|  | Faltas             | 10                         | 8                          |
|  | Saques de esquina  | 8                          | 5                          |
|  | Fueras de juego    | 0                          | 2                          |
|  | Posesión del balón | 71%                        | 29%                        |

| 22    | POR   | Luis Cárdenas     |     |
| 3     | DEF   | Gerardo Arteaga   |     |
| 15    | DEF   | Héctor Moreno     | 46' |
| 33    | DEF   | Stefan Medina     |     |
| 14    | DEF   | Óliver Torres     | 71' |
| 8     | DEF   | Sergio Canales    |     |
| 10    | MED   | Érick Aguirre     | 46' |
| 30    | MED   | Jorge Rodríguez   |     |
| 204   | MED   | Iker Fimbres      |     |
| 7     | DEL   | Germán Berterame  |     |
| 9     | DEL   | Brandon Vazquez   | 71' |
| D. T. | D. T. | Martín Demichelis |     |

| 1     | POR   | Luis Malagón       |     |
| 3     | DEF   | Israel Reyes       |     |
| 4     | DEF   | Sebastián Cáceres  |     |
| 5     | DEF   | Kevin Álvarez      |     |
| 18    | DEF   | Cristian Calderón  | 90' |
| 29    | MED   | Ramón Juárez       |     |
| 8     | MED   | Álvaro Fidalgo     |     |
| 13    | MED   | Alan Cervantes     |     |
| 17    | MED   | Alejandro Zendejas |     |
| 20    | MED   | Richard Sánchez    | 71' |
| 21    | DEL   | Henry Martín       | 41' |
| D. T. | D. T. | André Jardine      |     |

| 16 | Centrocampista | Johan Rojas        | 46' |
| 20 | Defensa        | Sebastián Vegas    | 46' |
| 31 | Delantero      | Roberto de la Rosa | 71' |
| 17 | Centrocampista | Jesús Corona       | 71' |

| 27 | Delantero      | Rodrigo Aguirre     | 41' |
| 6  | Centrocampista | Jonathan dos Santos | 71' |
| 26 | Defensa        | Cristian Borja      | 90' |

| 85' | Johan Rojas | 1:1 |

| 24' | Richard Sánchez | 0:1 |

| 17' | Germán Berterame |

| 86' | Alejandro Zendejas |

| Principal  | César Arturo Ramos Palazuelos   |
| Asistentes | José Ibrahim Martínez Chavarría |
|            | Jonathan Maximiliano Gómez      |
| Cuarto     | Oscar Mejía García              |

| VAR            | Guillermo Pacheco Larios     |
| Asistentes VAR | Vicente Jassiel Reynoso Arce |

|  |                    | [[Archivo:\|border\|30px]] | [[Archivo:\|border\|30px]] |
|  | Tiros              | 21                         | 4                          |
|  | Tiros a puerta     | 6                          | 3                          |
|  | Faltas             | 10                         | 8                          |
|  | Saques de esquina  | 8                          | 5                          |
|  | Fueras de juego    | 0                          | 2                          |
|  | Posesión del balón | 71%                        | 29%                        |

| 22    | POR   | Luis Cárdenas     |     |
| 3     | DEF   | Gerardo Arteaga   |     |
| 15    | DEF   | Héctor Moreno     | 46' |
| 33    | DEF   | Stefan Medina     |     |
| 14    | DEF   | Óliver Torres     | 71' |
| 8     | DEF   | Sergio Canales    |     |
| 10    | MED   | Érick Aguirre     | 46' |
| 30    | MED   | Jorge Rodríguez   |     |
| 204   | MED   | Iker Fimbres      |     |
| 7     | DEL   | Germán Berterame  |     |
| 9     | DEL   | Brandon Vazquez   | 71' |
| D. T. | D. T. | Martín Demichelis |     |

| 1     | POR   | Luis Malagón       |     |
| 3     | DEF   | Israel Reyes       |     |
| 4     | DEF   | Sebastián Cáceres  |     |
| 5     | DEF   | Kevin Álvarez      |     |
| 18    | DEF   | Cristian Calderón  | 90' |
| 29    | MED   | Ramón Juárez       |     |
| 8     | MED   | Álvaro Fidalgo     |     |
| 13    | MED   | Alan Cervantes     |     |
| 17    | MED   | Alejandro Zendejas |     |
| 20    | MED   | Richard Sánchez    | 71' |
| 21    | DEL   | Henry Martín       | 41' |
| D. T. | D. T. | André Jardine      |     |

| 16 | Centrocampista | Johan Rojas        | 46' |
| 20 | Defensa        | Sebastián Vegas    | 46' |
| 31 | Delantero      | Roberto de la Rosa | 71' |
| 17 | Centrocampista | Jesús Corona       | 71' |

| 27 | Delantero      | Rodrigo Aguirre     | 41' |
| 6  | Centrocampista | Jonathan dos Santos | 71' |
| 26 | Defensa        | Cristian Borja      | 90' |

| 85' | Johan Rojas | 1:1 |

| 24' | Richard Sánchez | 0:1 |

| 17' | Germán Berterame |

| 86' | Alejandro Zendejas |

| Principal  | César Arturo Ramos Palazuelos   |
| Asistentes | José Ibrahim Martínez Chavarría |
|            | Jonathan Maximiliano Gómez      |
| Cuarto     | Oscar Mejía García              |

| VAR            | Guillermo Pacheco Larios     |
| Asistentes VAR | Vicente Jassiel Reynoso Arce |

|  |                    | [[Archivo:\|border\|30px]] | [[Archivo:\|border\|30px]] |
|  | Tiros              | 21                         | 4                          |
|  | Tiros a puerta     | 6                          | 3                          |
|  | Faltas             | 10                         | 8                          |
|  | Saques de esquina  | 8                          | 5                          |
|  | Fueras de juego    | 0                          | 2                          |
|  | Posesión del balón | 71%                        | 29%                        |

| 22    | POR   | Luis Cárdenas     |     |
| 3     | DEF   | Gerardo Arteaga   |     |
| 15    | DEF   | Héctor Moreno     | 46' |
| 33    | DEF   | Stefan Medina     |     |
| 14    | DEF   | Óliver Torres     | 71' |
| 8     | DEF   | Sergio Canales    |     |
| 10    | MED   | Érick Aguirre     | 46' |
| 30    | MED   | Jorge Rodríguez   |     |
| 204   | MED   | Iker Fimbres      |     |
| 7     | DEL   | Germán Berterame  |     |
| 9     | DEL   | Brandon Vazquez   | 71' |
| D. T. | D. T. | Martín Demichelis |     |

| 1     | POR   | Luis Malagón       |     |
| 3     | DEF   | Israel Reyes       |     |
| 4     | DEF   | Sebastián Cáceres  |     |
| 5     | DEF   | Kevin Álvarez      |     |
| 18    | DEF   | Cristian Calderón  | 90' |
| 29    | MED   | Ramón Juárez       |     |
| 8     | MED   | Álvaro Fidalgo     |     |
| 13    | MED   | Alan Cervantes     |     |
| 17    | MED   | Alejandro Zendejas |     |
| 20    | MED   | Richard Sánchez    | 71' |
| 21    | DEL   | Henry Martín       | 41' |
| D. T. | D. T. | André Jardine      |     |

| 16 | Centrocampista | Johan Rojas        | 46' |
| 20 | Defensa        | Sebastián Vegas    | 46' |
| 31 | Delantero      | Roberto de la Rosa | 71' |
| 17 | Centrocampista | Jesús Corona       | 71' |

| 27 | Delantero      | Rodrigo Aguirre     | 41' |
| 6  | Centrocampista | Jonathan dos Santos | 71' |
| 26 | Defensa        | Cristian Borja      | 90' |

| 85' | Johan Rojas | 1:1 |

| 24' | Richard Sánchez | 0:1 |

| 17' | Germán Berterame |

| 86' | Alejandro Zendejas |

| Principal  | César Arturo Ramos Palazuelos   |
| Asistentes | José Ibrahim Martínez Chavarría |
|            | Jonathan Maximiliano Gómez      |
| Cuarto     | Oscar Mejía García              |

| VAR            | Guillermo Pacheco Larios     |
| Asistentes VAR | Vicente Jassiel Reynoso Arce |

|  |                    | [[Archivo:\|border\|30px]] | [[Archivo:\|border\|30px]] |
|  | Tiros              | 21                         | 4                          |
|  | Tiros a puerta     | 6                          | 3                          |
|  | Faltas             | 10                         | 8                          |
|  | Saques de esquina  | 8                          | 5                          |
|  | Fueras de juego    | 0                          | 2                          |
|  | Posesión del balón | 71%                        | 29%                        |

| Campeón Apertura 2024 |
| --------------------- |
| América               |
| 16.º título           |

## Estadísticas

### Clasificación juego limpio
- Datos según la página oficial.
- Fecha de actualización: 10 de noviembre de 2024

| Lugar                                | Club                                 |          |          |          | Puntos   |
| ------------------------------------ | ------------------------------------ | -------- | -------- | -------- | -------- |
| 1                                    | Atlético de San Luis                 | 29       | 0        | 0        | 29       |
| 2                                    | Guadalajara                          | 29       | 0        | 0        | 29       |
| 3                                    | Pumas UNAM                           | 34       | 0        | 2        | 34       |
| 4                                    | Tijuana                              | 28       | 0        | 2        | 34       |
| 5                                    | América                              | 31       | 0        | 1        | 34       |
| 6                                    | Tigres UANL                          | 31       | 1        | 1        | 37       |
| 7                                    | Necaxa                               | 32       | 0        | 2        | 38       |
| 8                                    | Atlas                                | 31       | 1        | 2        | 40       |
| 9                                    | Mazatlán                             | 37       | 0        | 1        | 40       |
| 10                                   | Toluca                               | 33       | 1        | 2        | 42       |
| 11                                   | Cruz Azul                            | 34       | 0        | 3        | 42       |
| 12                                   | Monterrey                            | 35       | 0        | 3        | 44       |
| 13                                   | Puebla                               | 36       | 2        | 2        | 48       |
| 14                                   | Juárez                               | 42       | 1        | 3        | 54       |
| 15                                   | Querétaro                            | 36       | 3        | 3        | 54       |
| 16                                   | León                                 | 38       | 0        | 6        | 56       |
| 17                                   | Santos Laguna                        | 48       | 1        | 2        | 57       |
| 18                                   | Pachuca                              | 49       | 2        | 7        | 76       |
| Primera Tarjeta Amarilla             | Primera Tarjeta Amarilla             | 1 punto  | 1 punto  | 1 punto  | 1 punto  |
| Segunda Tarjeta Amarilla y Expulsión | Segunda Tarjeta Amarilla y Expulsión | 3 puntos | 3 puntos | 3 puntos | 3 puntos |
| Tarjeta Roja Directa                 | Tarjeta Roja Directa                 | 3 puntos | 3 puntos | 3 puntos | 3 puntos |

### Máximos goleadores
Lista con los máximos goleadores del torneo.
- Datos según la página oficial.

Fecha de actualización: 10 de noviembre de 2024
| Pos. | Jugador             | Club        | Goles | Part. | Prom. | Min. | M/G    |
| ---- | ------------------- | ----------- | ----- | ----- | ----- | ---- | ------ |
| 1º   | Paulinho            | Toluca      | 13    | 17    | 0.76  | 1429 | 119.08 |
| 2º   | Ángel Sepúlveda     | Cruz Azul   | 9     | 17    | 0.53  | 839  | 93.22  |
| 3º   | Sergio Canales      | Monterrey   | 8     | 17    | 0.47  | 1504 | 188    |
| =    | Henry Martín        | América     | 8     | 17    | 0.47  | 1272 | 159    |
| 5º   | Carlos Rotondi      | Cruz Azul   | 7     | 17    | 0.41  | 1372 | 196    |
| =    | André-Pierre Gignac | Tigres UANL | 7     | 16    | 0.44  | 1021 | 145.86 |
| =    | Óscar Estupiñán     | Juárez      | 7     | 12    | 0.58  | 1011 | 144.43 |
| 8º   | Giorgos Giakoumakis | Cruz Azul   | 6     | 13    | 0.46  | 661  | 110.17 |
| =    | Ricardo Angulo      | Toluca      | 6     | 15    | 0.4   | 840  | 140    |
| =    | Germán Berterame    | Monterrey   | 6     | 15    | 0.4   | 1239 | 206.5  |

#### Tripletes o más
| Jugador        | Local   | Resultado | Visita | Goles       | Fecha                  | Jornada    |
| -------------- | ------- | --------- | ------ | ----------- | ---------------------- | ---------- |
| Ricardo Angulo | Necaxa  | 1 – 3     | Toluca | 18' 25' 66' | 27 de octubre de 2024  | Jornada 14 |
| Salomón Rondón | Pachuca | 6 – 2     | Necaxa | 12' 29' 61' | 2 de noviembre de 2024 | Jornada 15 |

### Máximos asistentes
- Datos según SoccerWay.

Fecha de actualización: 10 de noviembre de 2024
| Pos. | Jugador             | Club        | Asistencias | Part. | Prom. | Min. | M/A    |
| ---- | ------------------- | ----------- | ----------- | ----- | ----- | ---- | ------ |
| 1º   | Henry Martín        | América     | 6           | 17    | 0.35  | 1272 | 212    |
| =    | Luis Romo           | Cruz Azul   | 6           | 16    | 0.38  | 1080 | 180    |
| 3º   | Paulinho            | Toluca      | 5           | 17    | 0.29  | 1429 | 285.8  |
| =    | José Paradela       | Necaxa      | 5           | 17    | 0.29  | 1377 | 275.4  |
| =    | Carlos Rodríguez    | Cruz Azul   | 5           | 17    | 0.29  | 1310 | 262    |
| 6º   | Roberto Alvarado    | Guadalajara | 4           | 13    | 0.31  | 1034 | 258.5  |
| =    | Ricardo Angulo      | Toluca      | 4           | 15    | 0.27  | 840  | 210    |
| =    | Sebastián Córdova   | Tigres UANL | 4           | 16    | 0.25  | 908  | 227    |
| =    | Raymundo Fulgencio  | Atlas       | 4           | 17    | 0.24  | 1052 | 263    |
| =    | Jesús Gallardo      | Toluca      | 4           | 16    | 0.25  | 1422 | 355.5  |
| =    | Giorgos Giakoumakis | Cruz Azul   | 4           | 13    | 0.31  | 661  | 165.25 |

### Asistencia
Lista con la asistencia de los partidos y equipos Liga BBVA MX.

Datos actualizados a 10 de noviembre de 2024

#### Por equipo
En los promedios solamente se cuentan los partidos que contaron con asistencia de público.
| Pos                | Equipo               | Total     | Media  | Más alta | Más baja | % de Ocupación media |
| ------------------ | -------------------- | --------- | ------ | -------- | -------- | -------------------- |
| 1                  | Monterrey            | 383,683   | 42,631 | 51,348   | 36,441   | 83.02%               |
| 2                  | Tigres UANL          | 305,974   | 38,247 | 41,615   | 26,270   | 92.86%               |
| 3                  | Guadalajara          | 319,651   | 35,517 | 40,846   | 31,075   | 76.82%               |
| 4                  | Toluca               | 226,321   | 25,147 | 27,273   | 22,646   | 92.20%               |
| 5                  | Cruz Azul            | 220,289   | 24,477 | 26,536   | 15,206   | 71.46%               |
| 6                  | Tijuana              | 205,297   | 22,811 | 29,333   | 18,333   | 77.24%               |
| 7                  | América              | 170,386   | 21,298 | 40,814   | 9,997    | 59.27%               |
| 8                  | Pumas UNAM           | 152,228   | 19,029 | 37,576   | 7,606    | 32.56%               |
| 9                  | León                 | 158,464   | 17,607 | 21,585   | 13,279   | 56.26%               |
| 10                 | Necaxa               | 142,540   | 15,838 | 20,147   | 12,967   | 66.40%               |
| 11                 | Atlético de San Luis | 124,059   | 15,507 | 21,480   | 11,214   | 54.55%               |
| 12                 | Querétaro            | 111,910   | 13,989 | 28,891   | 6,391    | 41.01%               |
| 13                 | Atlas                | 111,609   | 13,884 | 24,204   | 10,038   | 25.23%               |
| 14                 | Puebla               | 124,453   | 13,828 | 34,978   | 5,147    | 28.99%               |
| 15                 | Pachuca              | 85,703    | 10,713 | 18,262   | 5,541    | 41.33%               |
| 16                 | Mazatlán             | 76,178    | 9,522  | 16,325   | 7,247    | 47.15%               |
| 17                 | Santos Laguna        | 84,785    | 9,421  | 12,537   | 6,096    | 32.37%               |
| 18                 | Juárez               | 71,837    | 8,980  | 14,917   | 6,098    | 45.57%               |
| Totales del Torneo | Totales del Torneo   | 3,075,367 | 20,100 | 51,348   | 5,147    | 56.51%               |

#### Por jornada
El listado excluye los partidos que fueron disputados a puerta cerrada.
| 1     | 177,134   | 19,682 | 52.61% | Tigres UANL vs Necaxa (40,371)               | Juárez vs Atlas (7,046)                  |
| 2     | 169,284   | 18,809 | 56.08% | Monterrey vs Cruz Azul (45,957)              | Mazatlán vs Atlético de San Luis (9,147) |
| 3     | 171,481   | 19,053 | 55.37% | Tigres UANL vs América (41,615)              | Puebla vs León (7,883)                   |
| 4     | 193,243   | 21,471 | 55.77% | Monterrey vs Querétaro (39,932)              | Puebla vs Atlas (10,847)                 |
| 5     | 186,865   | 20,763 | 62.83% | Tigres UANL vs Guadalajara (41,615)          | Mazatlán vs Pachuca (9,095)              |
| 6     | 190,108   | 21,123 | 58.77% | Monterrey vs Toluca (43,150)                 | Mazatlán vs Puebla (8,357)               |
| 7     | 168,767   | 18,752 | 54.43% | Tigres UANL vs Atlético de San Luis (40,263) | Puebla vs Querétaro (8,266)              |
| 8     | 151,415   | 16,824 | 46.10% | Monterrey vs Juárez (36,441)                 | Mazatlán vs Necaxa (7,241)               |
| 9     | 152,770   | 16,974 | 43.56% | Monterrey vs Mazatlán (43,721)               | Puebla vs Pachuca (7,676)                |
| 10    | 183,827   | 20,425 | 58.30% | Tigres UANL vs León (39,834)                 | Puebla vs Juárez (5,147)                 |
| 11    | 189,231   | 21,026 | 65.66% | Guadalajara vs Atlas (40,846)                | Santos Laguna vs Juárez (7,341)          |
| 12    | 185,085   | 20,565 | 52.83% | Monterrey vs Tigres UANL (51,348)            | Juárez vs León (8,235)                   |
| 13    | 194,206   | 21,578 | 65.24% | Monterrey vs Pumas UNAM (40,959)             | Santos Laguna vs Pachuca (6,531)         |
| 14    | 187,496   | 20,833 | 54.94% | Pumas UNAM vs Cruz Azul (37,576)             | Santos Laguna vs Mazatlán (6,096)        |
| 15    | 199,022   | 22,114 | 66.94% | Monterrey vs Atlas (40,301)                  | Pachuca vs Necaxa (5,541)                |
| 16    | 182,713   | 20,301 | 51.51% | Tigres UANL vs Toluca (40,830)               | Juárez vs Tijuana (6,098)                |
| 17    | 192,720   | 21,413 | 65.84% | Monterrey vs León (41,874)                   | Pachuca vs Juárez (5,879)                |
| Total | 3,075,367 | 20,100 | 56.51% | Monterrey vs Tigres UANL (51,348)            | Puebla vs Juárez (5,147)                 |